# Saint-Jean Belcier
Le Quartier Saint-Jean Belcier est un quartier de Bordeaux qui fait l'objet d'un projet d'urbanisation dans le cadre de l'opération d'intérêt national Bordeaux-Euratlantique, ce qui donne lieu à plusieurs aménagements comme la MECA (Maison de l'économie créative et de la culture) ou le pont Simone-Veil. Officiellement, le quartier fait partie de la subdivision Bordeaux Sud.

## Situation

### Géographie
Le quartier Belcier est le quartier le plus au sud de Bordeaux, sur la rive gauche de la Garonne ; il est enserré entre plusieurs installations ferroviaires et le quai de Paludate. Le quartier occupe une zone d'anciens marais, les palus, traversée d'affluents du fleuve, des esteys récemment canalisés.

### Toponymie
Le nom de Belcier renvoie à François de Belcier, chevalier seigneur de Saint-Germain, premier président du Parlement de Bordeaux de 1519 à 1544,. Il fut chargé par François Ier de rédiger la Coutume de Bordeaux en 1521.
Quelques noms de rues du quartier Belcier : rue d'Armagnac, rue Beck, rue Sarrette, rue des Terres de Borde, rue de Roullet.
- La rue de Grammont porte le nom de l'armateur-négociant Jacques Barthélémy Grammont de Castera, propriétaire d'une demeure avec jardin anglais. Né à Biarritz le 8 septembre 1746, il a exercé des fonctions administratives et politiques, comme président de la chambre de commerce de 1806 à 1809, conseiller général de la Gironde mais aussi maire de Bordeaux en 1815. Il meurt le 6 février 1816.
- Jean d'Armagnac était, au XVIIIe siècle, maître d'armes et propriétaire de terres sur cette partie du quartier.
- La famille De Borde possédait une propriété dont on retrouve certains éléments dès le XVIe siècle. La première manufacture de porcelaine de Bordeaux a été établie en 1781 dans l'ancien château des terres De Borde.
- Charles Roullet est un avocat de la fin du XIXe siècle qui fit carrière au Barreau de Bordeaux et devint premier président à la cour en 1838. Il est aussi connu pour être un homme sensible aux arts et aux lettres.
- Ferdinand Buisson a été directeur de l'Enseignement primaire et a reçu le prix Nobel de la paix en 1927.

#### Noms de rues d'origine gasconne et vietnamienne
- Rue de la Seiglière : terre à seigle[7].
- Quai de Paludate : augmentatif de palud, marais.
- Caussade : chaussée, étymologie latine[8].
- Mascaret : mot occitan apparenté à masse ; « masse d’eau en forme de barre ». Vague qui remonte le cours du fleuve depuis son embouchure au moment des fortes marées d’équinoxe.
- Terres de Borde : Terrain utilisé pour l'agriculture, pour planter des cultures ou élever du bétail ; colonne vertébrale du développement du quartier avant l'implantation de la gare.
- Ces noms ont été donnés aux rues en référence à la présence de l'immigration d'origine vietnamienne. Il s'agit des rues Bac Ninh, Sontay et Saïgon, noms de villes au cœur de la conquête coloniale du Vietnam (expédition du Tonkin).

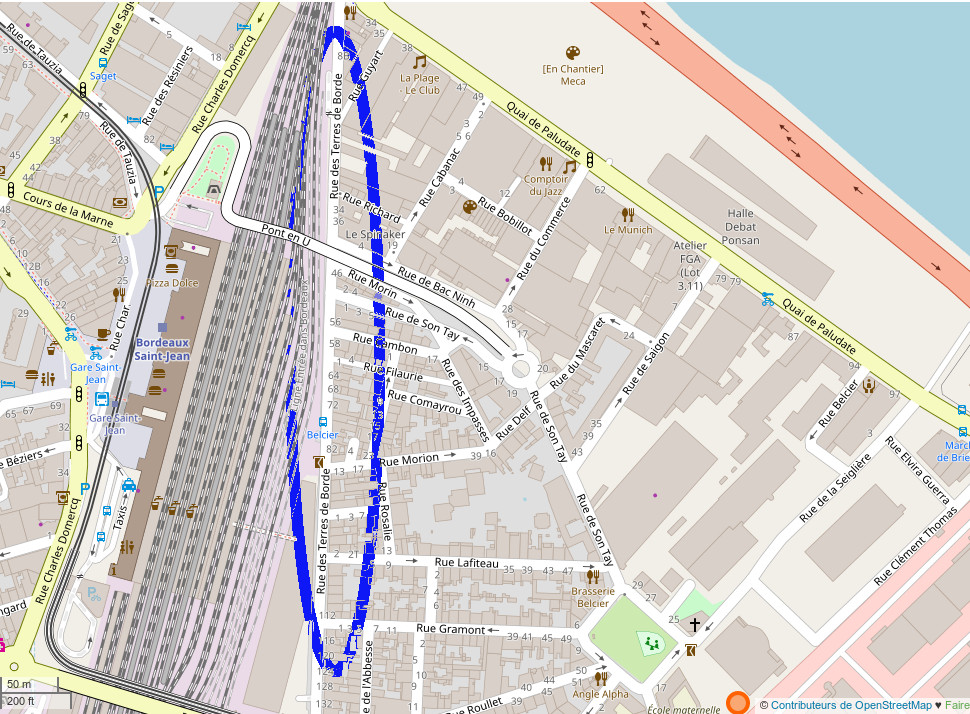
Rue des Terres de Borde.
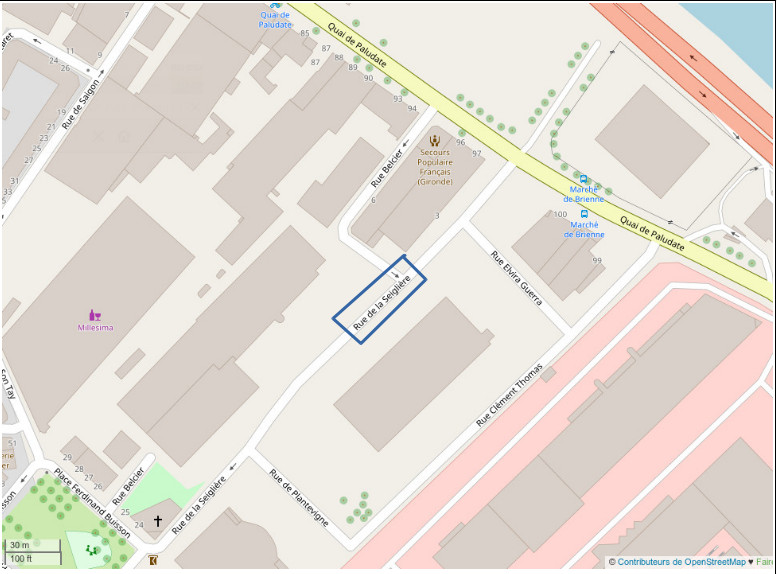
Rue de la Seiglière.
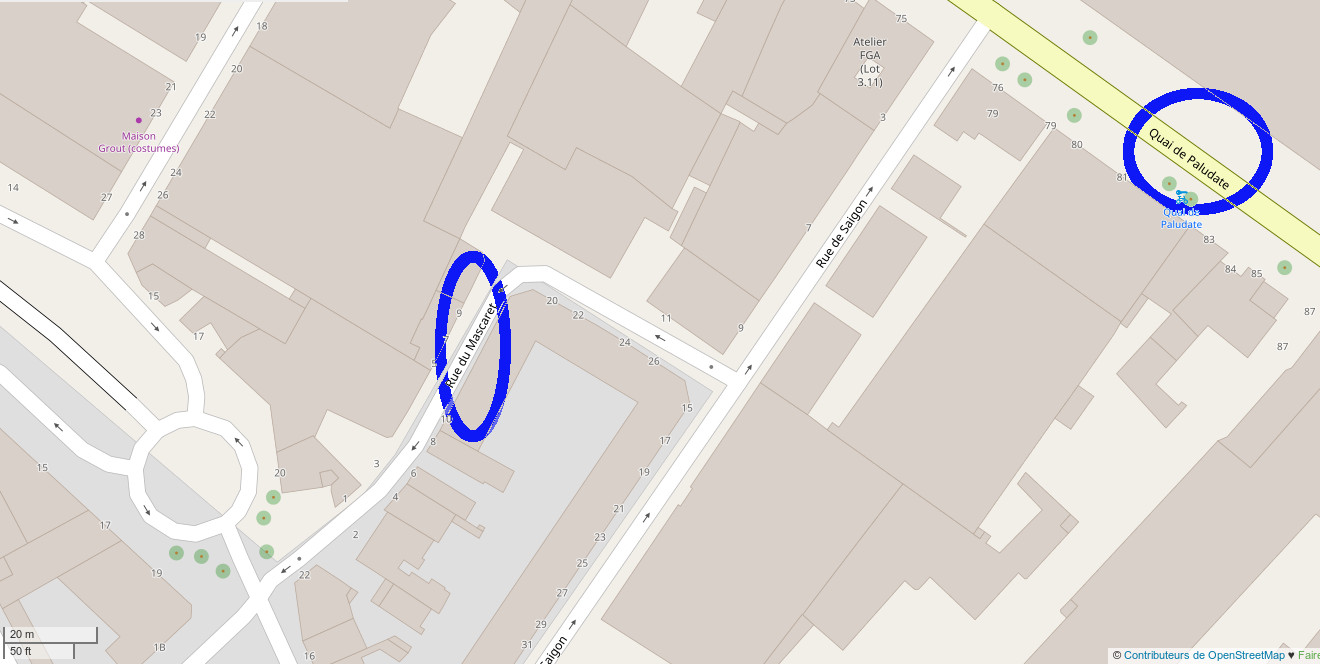
Rue du mascaret et quai de Paludate.
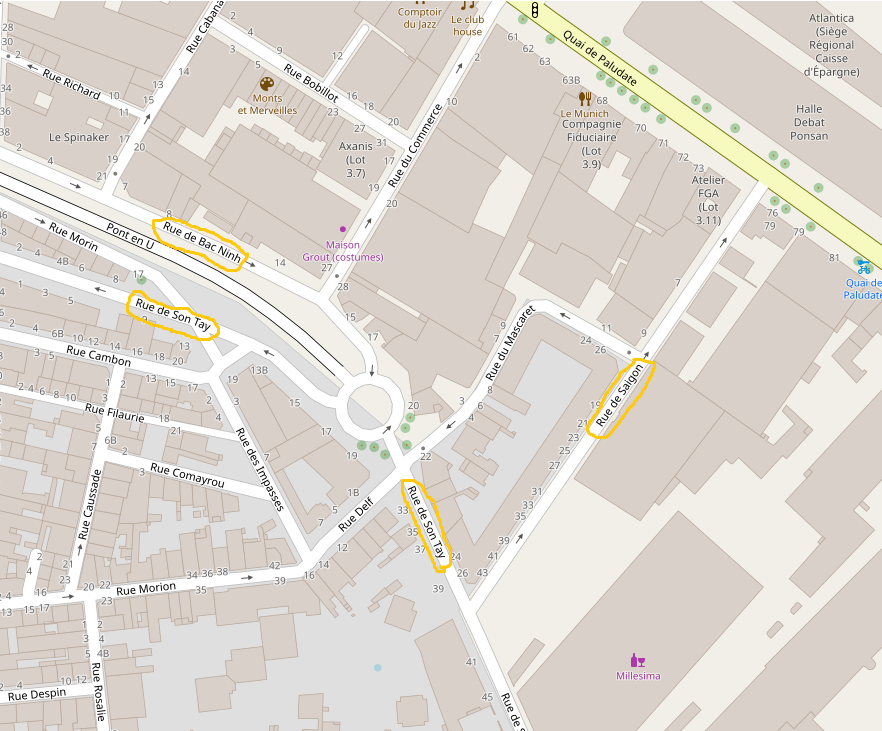
Trois rues d'origine vietnamienne.

## Histoire du quartier

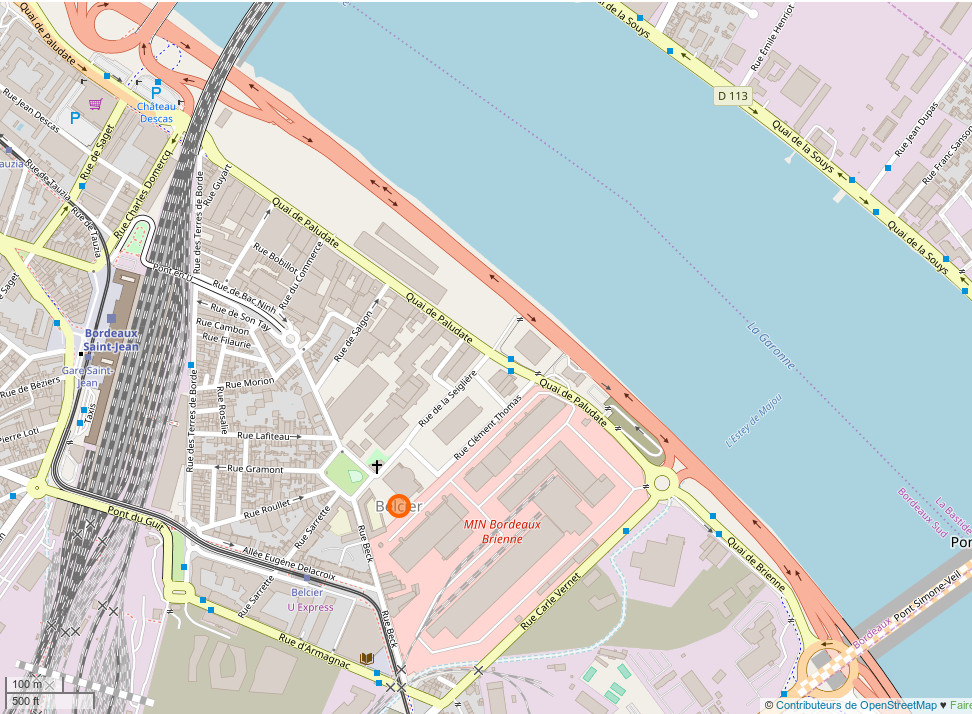
Carte de Bordeaux-Belcier.

### Antiquité et Moyen Âge
Aucun vestige antique n'a été mis au jour dans les paluds (paléochenaux de la Garonne ?), la colonisation médiévale de ces terres basses se serait donc faite ex nihilo.
Au Moyen Âge, le quartier est constitué de zones marécageuses ou paluds et se situe à l'extérieur des remparts de la ville. Certes, la Palu de Bordeaux, a été profondément modifiée par les travaux de drainage et d'urbanisation : c'est un espace mal connu qui a longtemps été considéré comme hostile. Néanmoins, à la fin du Moyen Âge, on remarque un certain engouement pour ces zones marécageuses côtières. Les moines de Sainte-Croix sont pris d'une véritable frénésie de construction de moulins, pour répondre à l'énorme demande en mouture de la métropole, et ce aux dépens du domaine ducal voisin de Centujean à Bègles.

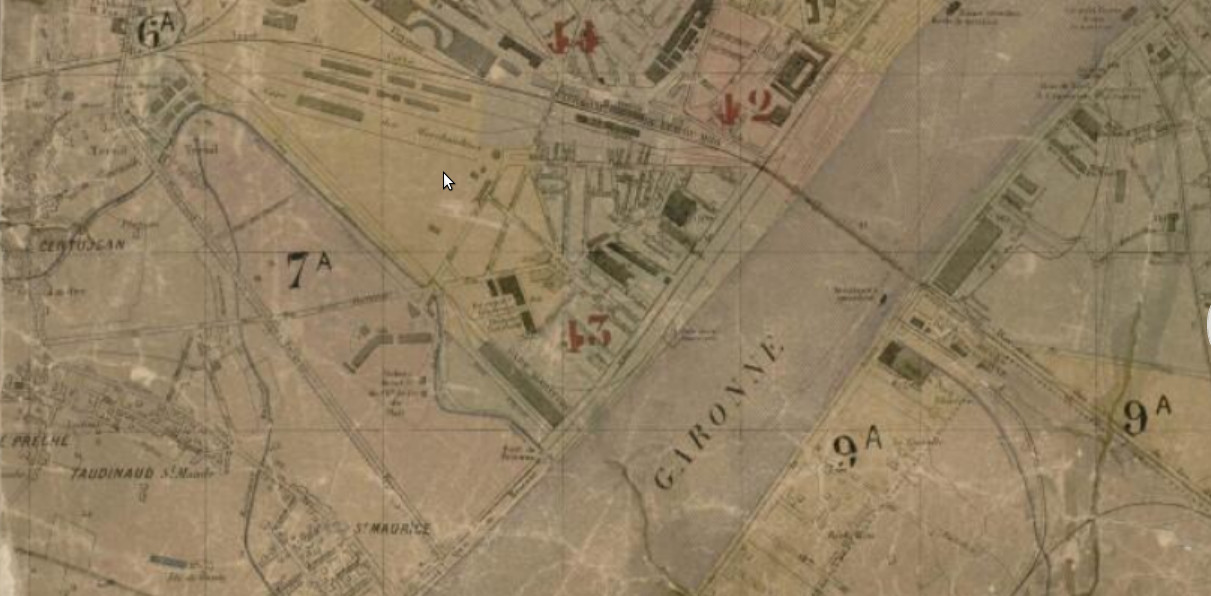
Ancien cadastre.
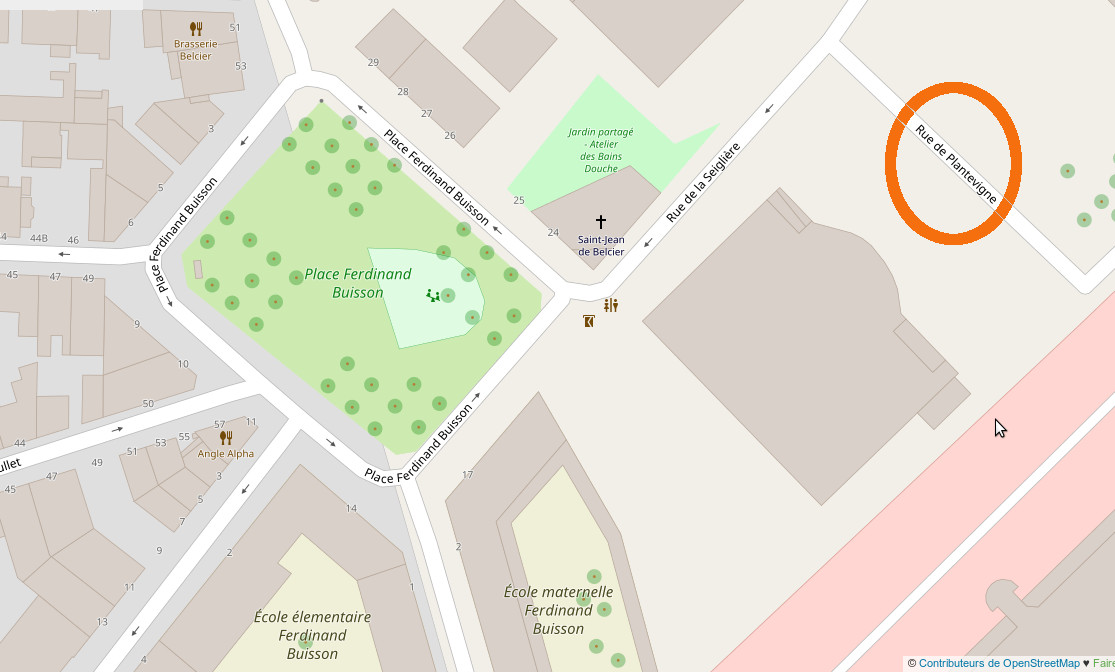
Rue Plantevigne.

Le paysage de la palu à la fin du Moyen Âge comporte deux espaces, une zone utile de vignes et de prés, et une zone de marais en bordure du fleuve. L’examen du plan cadastral ancien daté de 1846 laisse apparaître une circulation intense de l’eau de surface dans la plaine drainée par deux rivières principales, l’estey Majou au nord et l’Eau Bourde au sud, ainsi que par une multitude de petits cours d’eau, le Franc, la Moulinatte, le Cocut, le Tartifume, le Darbis et le Lugan. Les deux premiers ont été canalisés en fin de parcours.
Au sud de l'estey de Franc, se succèdent les embouchures d'autres esteys dont les cours sont reliés, à travers un labyrinthe de fossés, tantôt géométriques, tantôt sinueux. Leur réseau s’évase progressivement pour former un large cône à son contact avec la Garonne. La rivière de Sainte-Croix traverse cette zone de sud au nord : il s’agit là probablement d’un canal artificiel (parallèle au tracé de l'aqueduc gallo-romain alimentant Burdigala en eau potable) creusé par les moines au Moyen Âge, ce dont témoigne la présence d'un moulin du XIIe siècle.
La mise en culture de ces terres basses girondines en prés et en vignes se fait sous l'impulsion de seigneurs ecclésiastiques et de bourgeois bordelais entreprenants qui y aménagent des bourdieux à usage agricole après drainage des terres. En souvenir de ce passé agricole et viticole, trois voies nouvelles du quartier seront dénommées Rue des Maraîchers, en prolongement de la rue d'Armagnac jusqu'au fleuve, Allée des Charrettes et Allée des Douelles,.

### Période moderne
Le XVIIIe siècle à Bordeaux commença sous de mauvais augures. Louis XIV n’aimait pas cette ville qui avait eu l’insolence de défier plusieurs fois l’autorité royale lors de la révolte de l’Ormée. D’autres révoltes suivirent contre la pression fiscale : droits sur le papier timbré, sur le tabac, sur les batteurs d’étain, qui furent violemment réprimées. Pour punir ses habitants de leurs humeurs, le roi fit bâillonner leur cité en faisant édifier en 1664 l’imposant second Château-Trompette dont les canons sont tournés vers le fleuve mais aussi vers la ville. 
En 1709 la Garonne gela, un froid intense et la famine décimèrent la population.
Avec la mort de Louis XIV, survenue le 1er août 1715, le climat politique changea et Bordeaux cessa d’être en quarantaine. Sous Louis XV des intendants remarquables furent envoyés en poste dans la capitale de la Guyenne. D’abord Claude Boucher qui, trouvant une ville encore médiévale enfermée dans ses murailles, décida de la libérer, en créant la place Royale et le début de l’alignement d’une façade classique de prestige sur les quais, que son successeur Louis Aubert de Tourny mènera à bien… Celui-ci continuera à embellir la ville, remplaçant les vieilles portes par des portes monumentales, concevant des places reliées par des cours rectilignes ; cette modernisation urbaine inspirera, un siècle plus tard, le jeune baron Haussmann alors préfet de la Gironde, lorsqu’il deviendra préfet de la Seine.

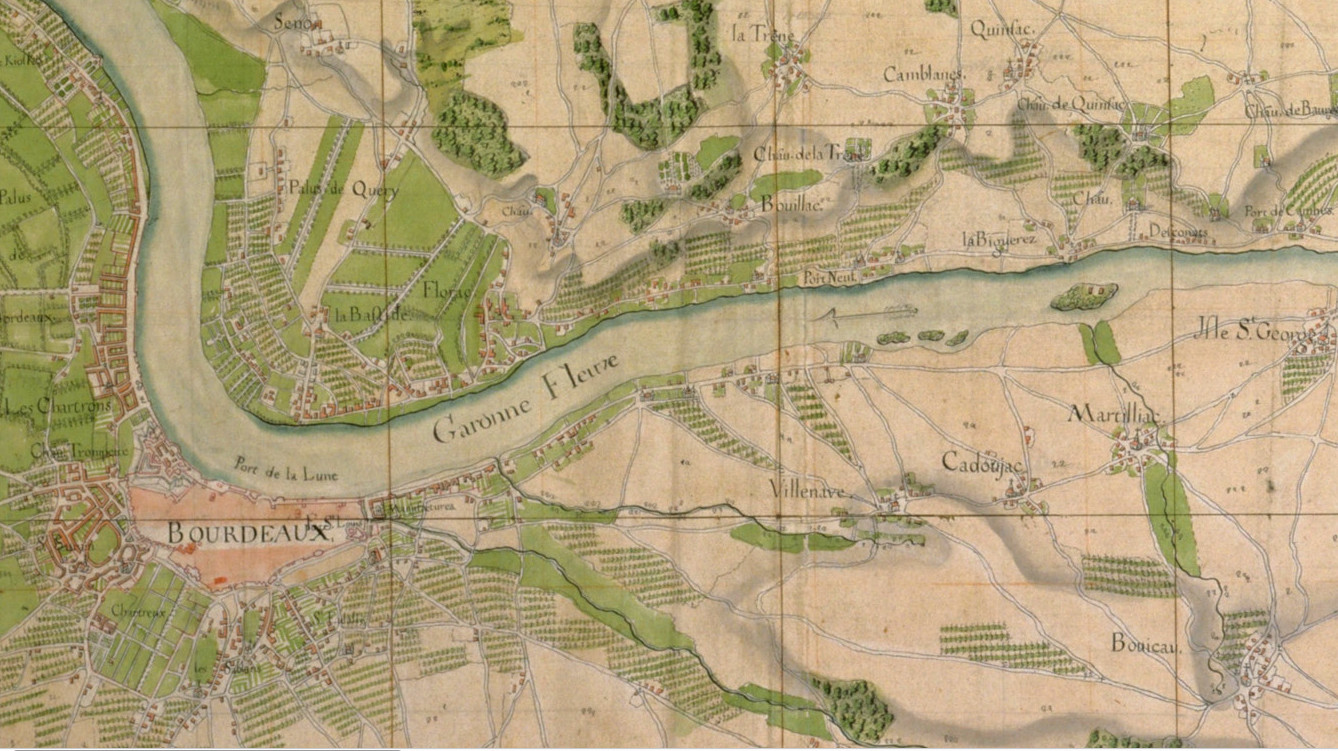
Situation du quartier.
Paludate à l'extérieur des remparts, 1450.
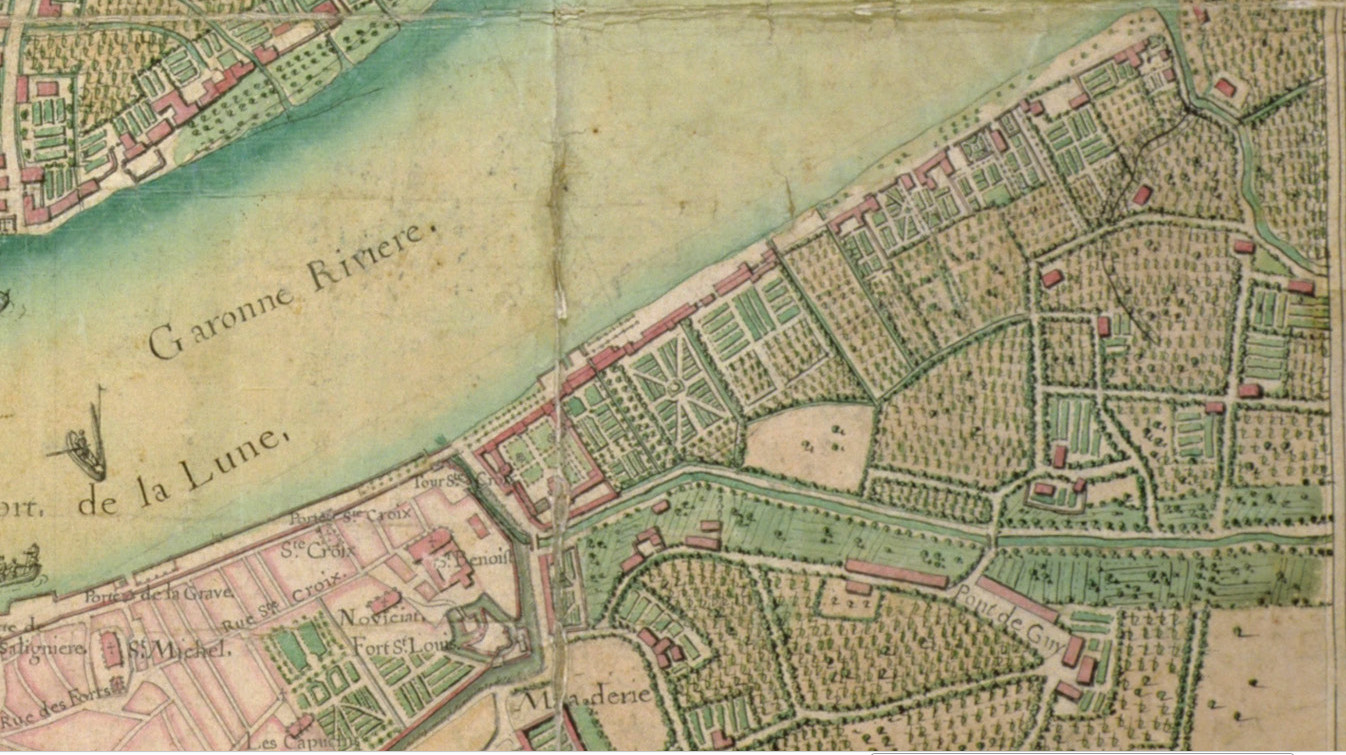
Mise en culture de la palu, 1717.
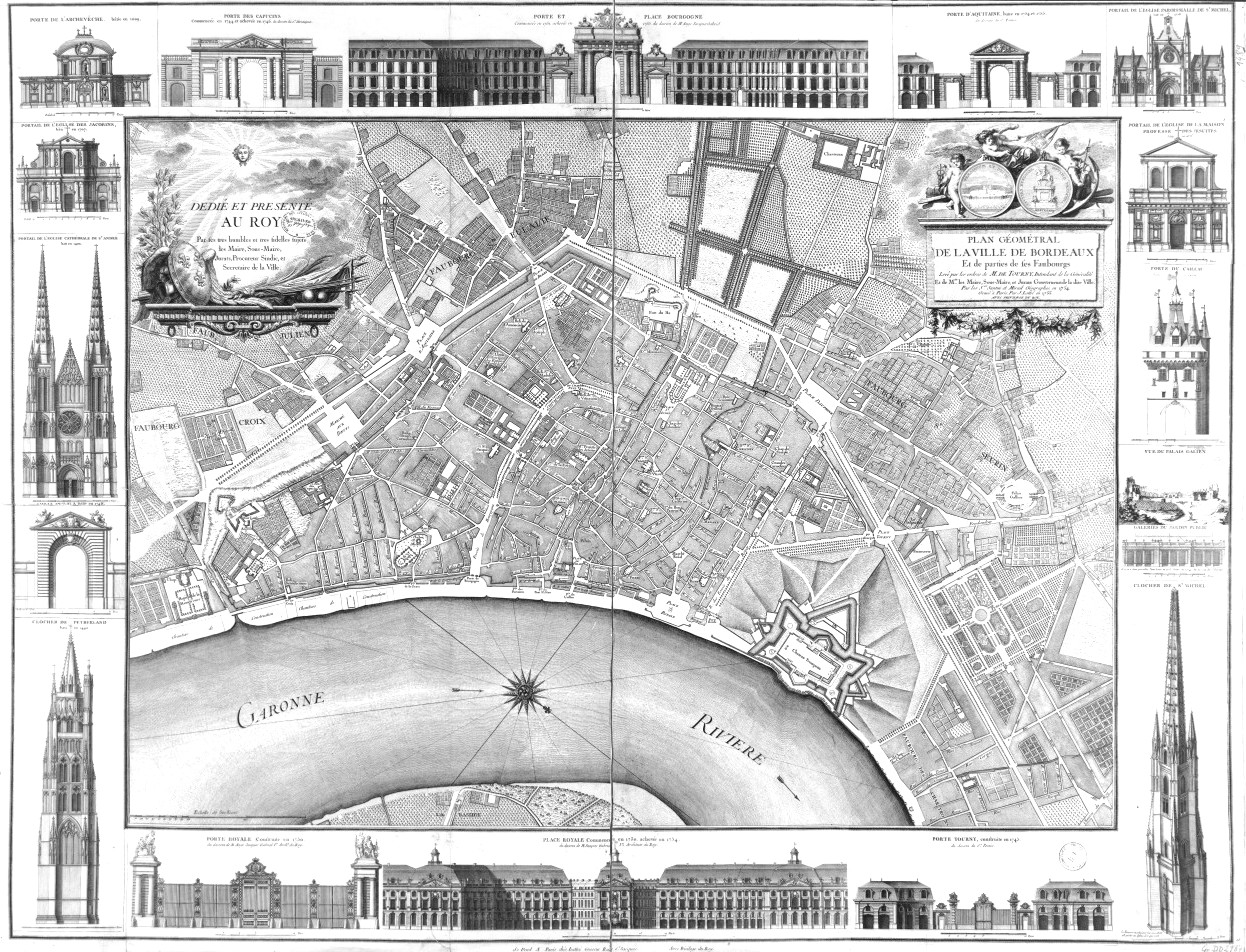
Bordeaux en 1755.
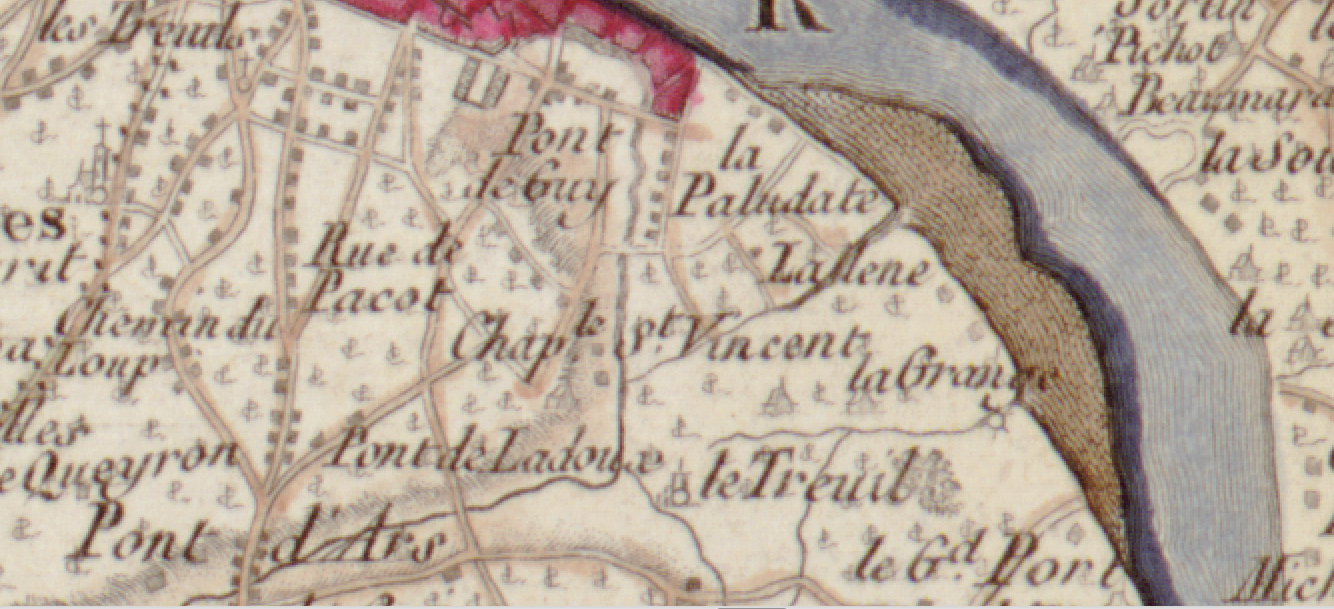
Quartier Belcier en 1756, Cassini.
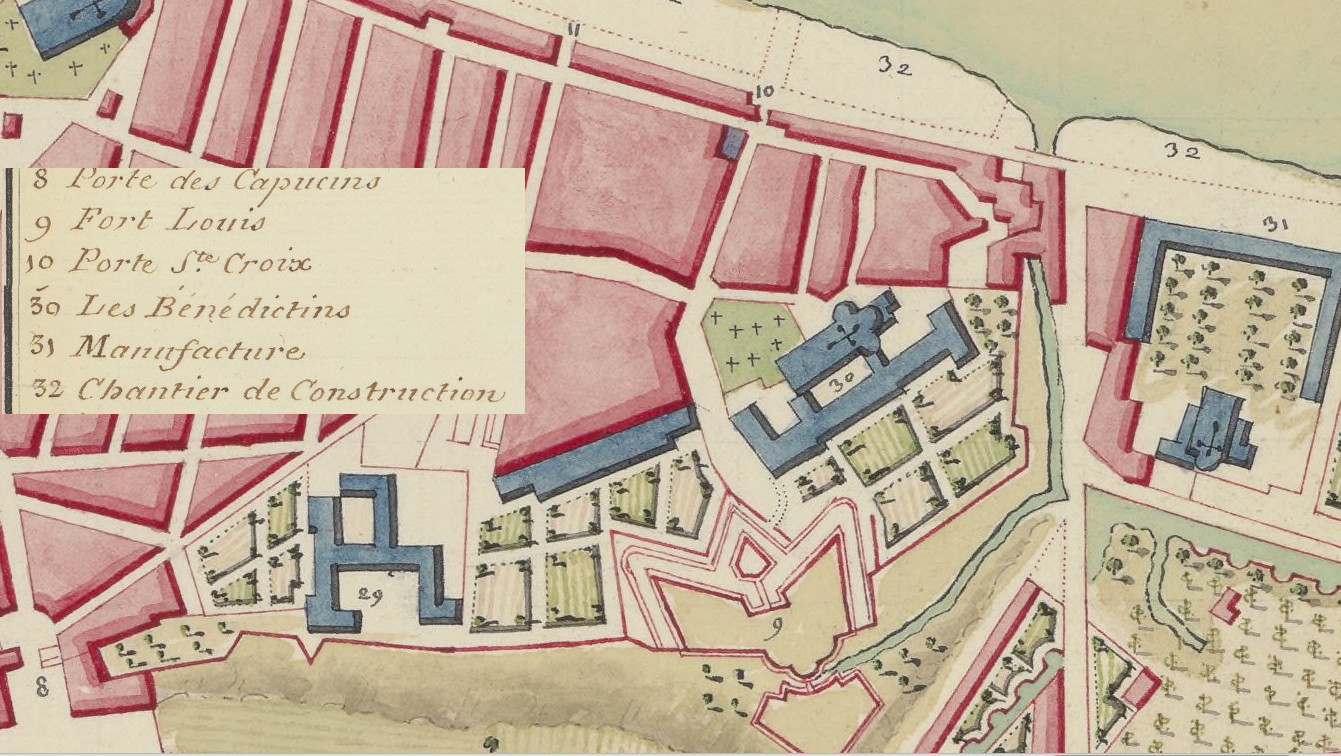
Quartier Belcier en 1777.

Tous ces travaux ont un coût mais l’économie suit grâce au commerce avec les Îles ; le sucre brut de Saint-Domingue est raffiné en partie à Bordeaux dans seize raffineries installées dans les faubourgs sud, où le « chantier du Roi » installé le long de Paludate construit les navires des armateurs. Bordeaux devient alors le premier port du royaume. Tout ce renouveau génère de l’activité non seulement dans le bâtiment, des artisans ambitieux installent leurs fabriques hors les murs, faïencerie Jacques Hustin en limite du Jardin royal, verrerie de bouteilles Mitchell aux Chartrons, manufacture de porcelaine des Terres de Bordes, de Verneuilh et Vannier, au sud.
Cette embellie est interrompue par les désordres de la Révolution, suivis du Blocus continental imposé par Napoléon qui se révèle dramatique pour la vie du port.
L'hôpital de la manufacture a été édifié sur l'emplacement de l'ancien hôpital de l'Enquêteur ou hôpital de Limes, grâce à un legs de 30 000 écus, en 1619, par Mademoiselle de Tauzia, veuve de M. de Brezets, conseiller au Parlement de Bordeaux. L'architecte est probablement Jacques Lemercier ; Jacques Robelin, maître maçon, prend en charge le chantier à partir de 1656. Les travaux sont terminés en 1661. Il a rempli le rôle d'une maison de secours occupant les pensionnaires à travailler à des ouvrages manuels. Il accueille également les enfants trouvés. Il comporte une apothicairerie. En 1728, il est doté de six loges pour l'enfermement des aliénés. Il connaît des difficultés budgétaires considérables dues à une surpopulation chronique. De 1775 à 1784, l'afflux des enfants conduit les administrateurs à multiplier les démarches pour trouver des ressources et le Parlement de Bordeaux adresse un mémoire en ce sens à Necker. Pendant la période révolutionnaire la paupérisation entraîne la fermeture des ateliers.
C'est en 1672 que furent aménagées les premières chaussées conduisant des quartiers des Chartrons et de Bacalan jusqu'au quai de Paludate, quand le port de Bordeaux vit se développer le commerce du sel, du poisson, des légumes et des fruits, ainsi que celui du vin.

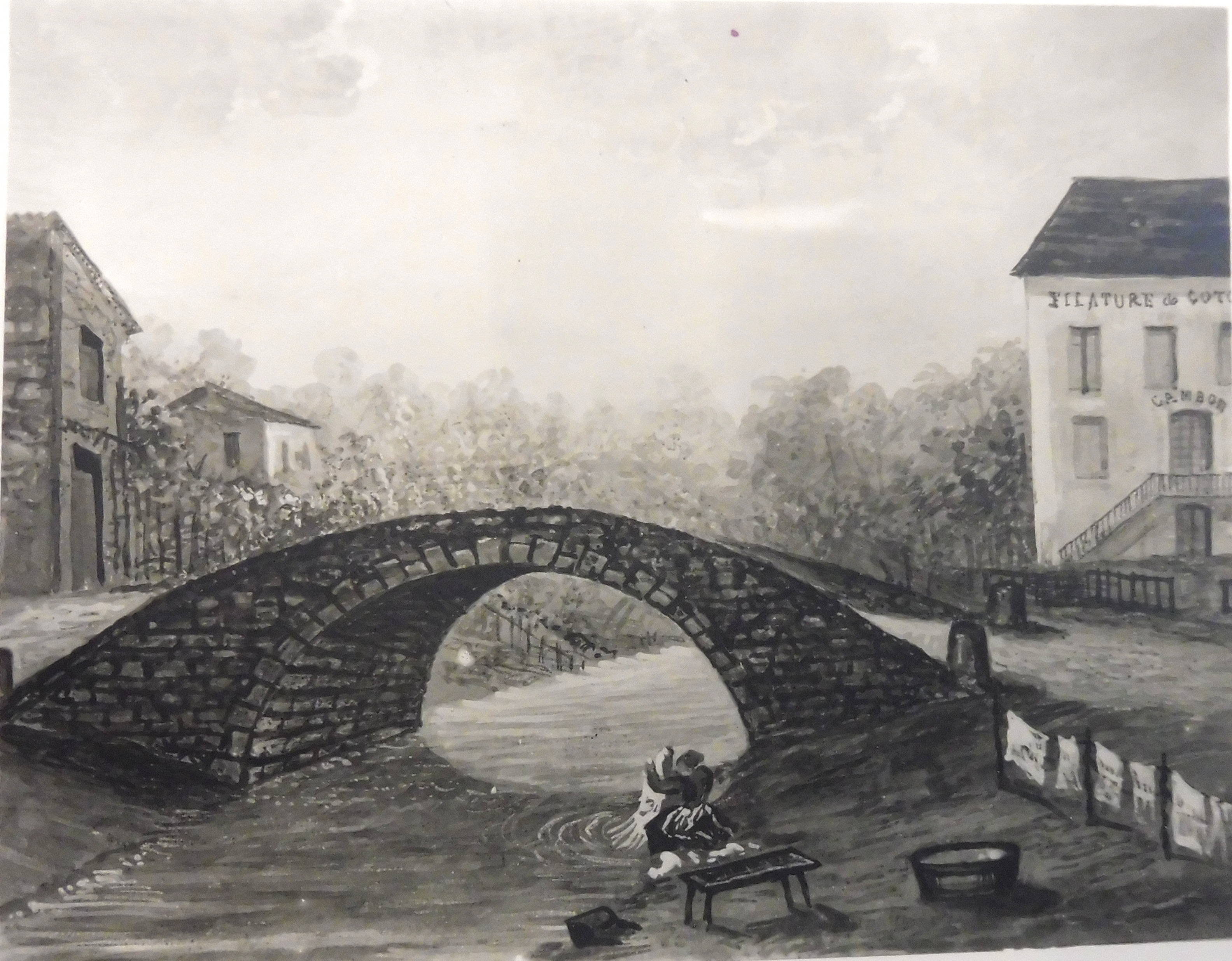
Pont en pierre ayant remplacé le pont en bois sur l'estey de Bègles.

En 1784 un devis (Archives départementales de la Gironde) confie à l'architecte Étienne Laclotte la construction d'un pont traversant l'estey de Bègles, d'un cimetière et d'une chapelle, annexe de l'église Sainte Croix. Le choix de cet architecte est motivé par le rôle de son frère, Pierre Laclotte, commerçant en bois, qui était à l'origine de l'urbanisation du quartier des Terres-de-Bordes et s'apprêtait en 1784 à réaliser un lotissement au nord du cours Saint-Jean. L'objectif était de desservir ce quartier lors des fortes pluies et des grandes marées en automne et en hiver. Les membres de la fabrique décidèrent de mettre fin à cet isolement en remplaçant la passerelle en bois au lieu-dit Pont-du-Guit par un pont en pierre dont on possède une représentation dans l'album d'Alfred Jaudouin (1823-1895), pont détruit pour faire place à la gare provisoire du Midi. La chapelle Saint-Benoît sera transformée en entrepôt en 1797.
Vers 1750, on compte de nombreux chantiers de construction de voiliers et à la fin du siècle les forges près du quai de Paludate se transforment en véritables chantiers navals. La rue des Terres de Bordes est percée en 1760 et servira de colonne vertébrale à l'urbanisation du quartier.

#### Les chantiers navals

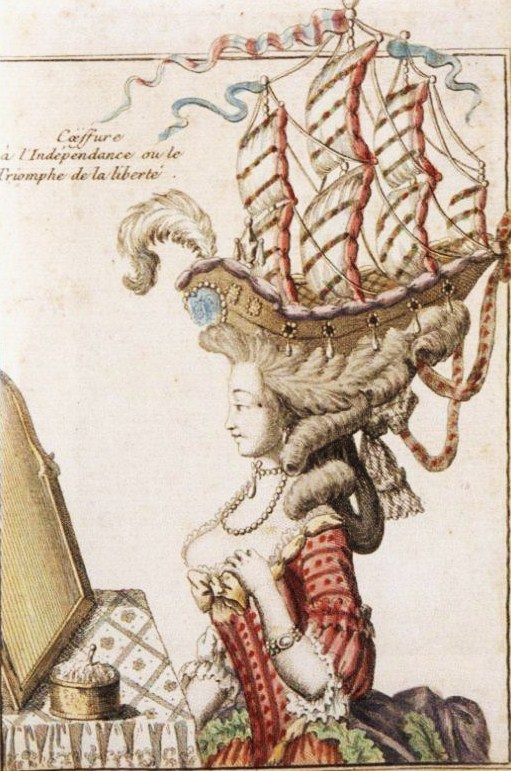
Estampe représentant une coiffure à la Belle-Poule dite « Coiffure à l'Indépendance ou le Triomphe de la Liberté ».

Vers 1750, on compte donc dans le quartier de Paludate une quarantaine de chantiers de construction de voiliers en bois. La frégate Belle-Poule est mise sur cale en 1765 dans le chantier Royal du quai de la Paludate. Le lancement a lieu le 18 novembre de la même année. Le sculpteur bordelais Martial Cessy, auteur des sculptures du buffet d'orgue de la basilique Saint-Michel, a également réalisé celles de la Belle Poule. Longue de 43 mètres et jaugeant 650 tonneaux, la frégate emportait 30 bouches à feu : 26 de XII et 4 de VI. Elle était armée par 260 hommes. Armée en 1768, elle fit deux campagnes aux Antilles puis effectua de 1772 à 1776 des campagnes hydrographiques dans l'océan Indien pour rechercher la route la plus courte possible entre les Mascareignes et les comptoirs français de l'Inde. En janvier 1778 elle fut désignée pour reconduire en Amérique Benjamin Franklin, afin de négocier l'aide aux insurgés et le 17 juin elle livra une bataille qui eut un tel retentissement qu'une coiffure dite « à la Belle-Poule » fit fureur chez les dames de la haute société.
Bordeaux reçoit de Rochefort en 1768 un entrepôt de fournitures qui lui permet de jouer le rôle de port d'armement pour les colonies, et relance l'activité des chantiers qui s'ajoute alors aux armements et désarmements ainsi qu'à la régie des paquebots du Roi entre la métropole (Bordeaux et Le Havre), les petites Antilles et les Mascareignes (1786). Les ouvriers (entretenus, classés, aides et apprentis) sont bien mieux payés par les chantiers privés ce qui oblige les marins à régulièrement déléguer les maîtrises d'ouvrage. La position de Bordeaux devient un atout majeur pour s'assurer les services d'un arsenal privé. Cette activité a eu peu de retombées sur le négoce mais a été déterminante pour la création à Bordeaux au siècle suivant d'une main d’œuvre métallurgique parallèlement aux entreprises de matériel ferroviaire, et de montrer les différentes qualifications induites. Les forges se transforment à la fin du siècle. Toutefois, avec la construction du pont de pierre en 1822, les chantiers se déplacent en aval, sur Lormont et Bourg-sur-Gironde.

#### La manufacture des Terres de Bordes

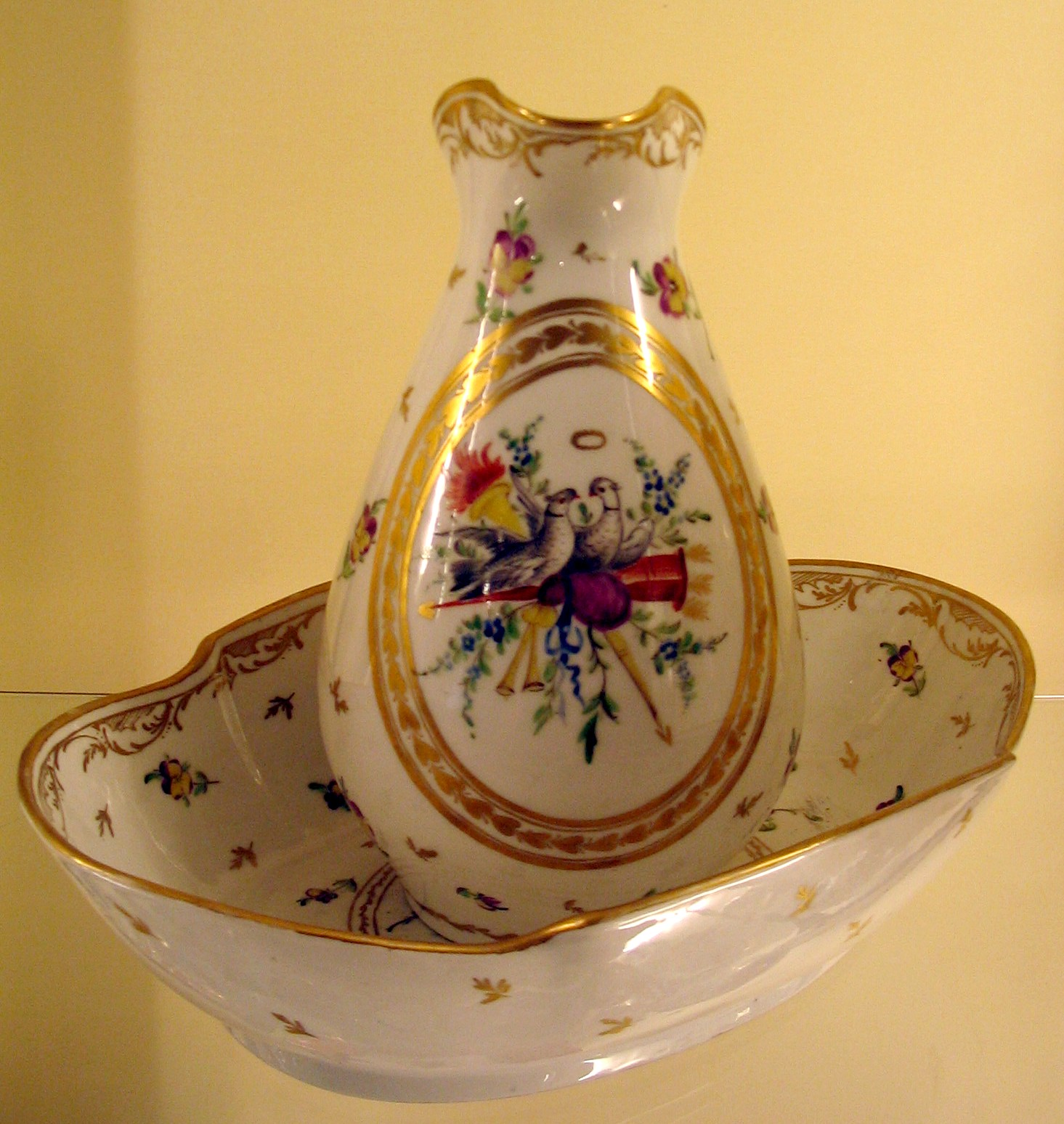
Coupe et pichet en porcelaine de Bordeaux, Manufacture des Terres de Bordes.

Les bourgeois bordelais, habitant une ville portuaire active, ont bénéficié pendant l'époque moderne de toutes les importations susceptibles d'agrémenter les plaisirs visuels de la table avec la vaisselle à la mode. C'est ainsi que se sont succédé l'orfèvrerie, la faïence stannifère, puis la porcelaine en même temps que la faïence fine. Ces décennies se caractérisent également par plusieurs progrès techniques qui ont accéléré les mutations, en particulier le passage de la cuisson au grand feu à celle du petit feu permettant d'affiner les décors et d'enrichir la palette de couleurs. La découverte en 1768 du gisement de kaolin à Saint-Yrieix-la-Perche est encouragée par deux Bordelais, Monseigneur de Lussan et l'apothicaire Villaris.
Pierre Verneuilh et son neveu Jean, marchands détaillistes de la rue des Argentiers, veulent profiter de l’engouement pour la porcelaine et proposent à leur clientèle toute une série de porcelaines dans leurs almanachs de commerce, d'arts et métiers pour la ville de Bordeaux. Ils créent, vers 1780, la Manufacture des Terres de Bordes qu'ils installent dans le château des terres de Bordes en Paludate. Ils louent le château, propriété placée entre la Garonne et le pont du Guit qui franchit l’estey de Bègles. Le château de Bordes avait été séparé en 1760 de ses dépendances par le percement de la rue des Terres de Bordes, qui traverse tout le terrain en ligne droite jusqu’aux berges de la Garonne. La situation de ce terrain est très favorable : l’eau nécessaire à l’alimentation des meules destinées à broyer la pâte pouvait ainsi être puisée dans l’estey, et la Garonne fournissait la voie de communication idéale pour l'import et l'export des marchandises ou des produits finis.
Les débuts sont difficiles car les ouvriers sont rares et les techniques de cuisson peu maitrisées. Au début, les Verneuilh se cantonnent dans la fabrication du « blanc », qui désigne des pièces non décorées, soit parce que d’une qualité trop médiocre pour mériter un décor, soit parce que d’un caractère uniquement utilitaire. Dès 1781, si on en croit l’Almanach de commerce d’arts et métiers, ils sont en rapport avec François Alluaud, « ingénieur et géographe du roi », propriétaire du gisement de Marcognac, en Limousin. En 1786, Alluaud remarque Michel Vanier, natif d’Orléans, porcelainier fort habile, un des premiers à avoir mis au point en France la cuisson au charbon de terre, et lui propose de venir à Bordeaux.
C'est à partir de 1787, avec l'arrivée de Michel Vanier, que la production prend véritablement son essor. En y arrivant, il fait l’inventaire de ce qu’il trouve : une liste de meubles et effets, matériaux et marchandises appartenant aux Verneuilh indique que le château et la manufacture étaient aussi un lieu d’habitation. Par contre, les instruments concernant la fabrication de la porcelaine paraissent bien insuffisants et hors d’usage. Il apporte son savoir et sa technique et travaille avec de la terre venue de Limoges.
La production comporte les mêmes formes qu'à Sèvres, aiguières, verseuses, brocs ou pots à l'eau en porcelaine ; mais les décors incluent des guirlandes et des colliers, au milieu d'un semis de fleurs et de brindilles ponctué de rinceaux. Il y a très peu de traces de la fabrication de figures en biscuit. On sait pourtant que Vanier était aussi connu comme « sculpteur de porcelaine ». L'actualité offre aussi à la manufacture l'occasion de fabriquer des « gobelets de franc-maçon » ou des « tasses à la Necker », voire des décors révolutionnaires sur des assiettes. Cette production a été présentée dans le cadre de l'exposition de 1989 sur Le port des Lumières et un catalogue publié par Jacqueline Du Pasquier.
Le directeur de la manufacture royale de Limoges François Alluaud père, avait passé contrat avec Vanier le 1er janvier 1788, d'où le monogramme A et V, pour Alluaud-Vanier ; il intervient comme bailleur de fonds de la manufacture et verse à Vanier un salaire annuel de 1500 livres payable de six mois en six mois. La marque d’Alluaud et Vanier est tracée dans la pâte et sous émail, au bleu de cobalt, qui fuse parfois à la cuisson. La fabrique était pourvue d’un four neuf à la houille pour la cuisson de la pâte et d’un four à bois pour les couleurs. Les commandes affluent, Vanier ouvre un magasin sur le « pré du château », c’est-à-dire les allées de Tourny, mais les conditions économiques et politiques de 1789 jointes au décès de Vanier le 7 mars 1790 entrainent la fermeture de l'usine. En 1793, Alluaud quitte la manufacture royale,
Cette production bordelaise est entrée en partie, par dation, au Musée des arts décoratifs et du design de Bordeaux en 1978.

### Période contemporaine
La Restauration permet la reprise du commerce bordelais. En 1822, le Pont de pierre est achevé, reliant enfin les deux rives mais obligeant le chantier naval de Paludate à se déplacer en aval (les chantiers Arman sont transférés à Bacalan, et Chaigneau-Bichon s'installe à Lormont) et le départ des raffineries de sucre de Sainte-Croix, dont celles de Pierre Paul Nairac.
L’Europe est alors prise de frénésie pour le chemin de fer, chaque pays trace son réseau. Deux compagnies s’affrontent à Bordeaux, celle du Paris-Orléans, qui en 1852 relie la ville à Paris et dont la gare est implantée à la Bastide, et la Compagnie du Midi qui la relie à la Méditerranée et à la frontière espagnole. Cette dernière élève une gare pour voyageurs, la future gare St-Jean à l’emplacement des anciens chantiers de Paludate et une gare pour marchandises, la gare de Brienne.
Une gare sur chaque rive du fleuve, il n'y avait donc pas de continuité entre Paris et l'Espagne. Cela obligeait les voyageurs en transit entre les deux compagnies à utiliser les omnibus à chevaux de la ville passant par le Pont de pierre. En 1858, un viaduc ferroviaire métallique fut lancé par deux ingénieurs, P. Regnauld et S. de Laroche-Tolay, dans l'équipe desquels se trouvait un certain Gustave Eiffel. Cette passerelle fut terminée et mise en service en 1860.
La gare Saint-Jean et les emprises ferroviaires de la Compagnie du Midi produisant un effet de coupure dans la partie sud de Bordeaux, le quartier de la rue des Terres-des-Bordes se trouve séparé du reste de la ville. Ce qui va donner lieu à la naissance du quartier Belcier, le quartier « derrière la gare ».

#### AuXIXesiècle
La gare Saint-Jean, construite d'abord en bois en 1855, sur les terrains au débouché de l'Estey Sainte-Croix et du ruisseau d'Ars, a donné naissance dans la seconde moitié du XIXe siècle à un des quatre ensembles industriels qui s'implantent symétriquement par rapport au pont de pierre. Un faubourg ouvrier s'est créé ; la passerelle Saint-jean, ouverte en 1860 et la gare de marchandises de Brienne ont renforcé le mouvement. L'industrie moderne riveraine et l'industrie traditionnelle s'opposent au déferlement du front urbain que l'on retrouve dans les autres banlieues bordelaises. La verrerie Castets s'implante rue Ferrachapt en 1856.
La place Belcier fait l'objet d'un projet d’aménagement entre 1863 et 1867 ; une estimation des constructions et terrains nécessaires au percement d'une rue allant de la place Belcier au 55-56 quai de Paludate recense quatre chais en mauvais état (Pelet, Delisse, Barbou et Lafon), la verrerie Promis et plusieurs terrains en prairies ou jardins.

##### La Compagnie du Midi
Sur le plan de 1850 (A.M. XL-A 102) seuls trois espaces sont densément peuplés : le petit bourg du Serporat, le quartier de Paludate de part et d'autre de la rue des Terres de Bordes (réputé comme l'un des plus malsains de Bordeaux à cause de la corruption des eaux de l'estey Majou par le savon des blanchisseuses et du voisinage des abattoirs transférés en 1833) et les quais de Paludate, grâce aux chantiers de construction navale en bois et entrepôts de produits en provenance de Saint-Domingue (qui sont d'ailleurs peu à peu abandonnés à cause de la concurrence des navires métalliques fabriqués à Bacalan).

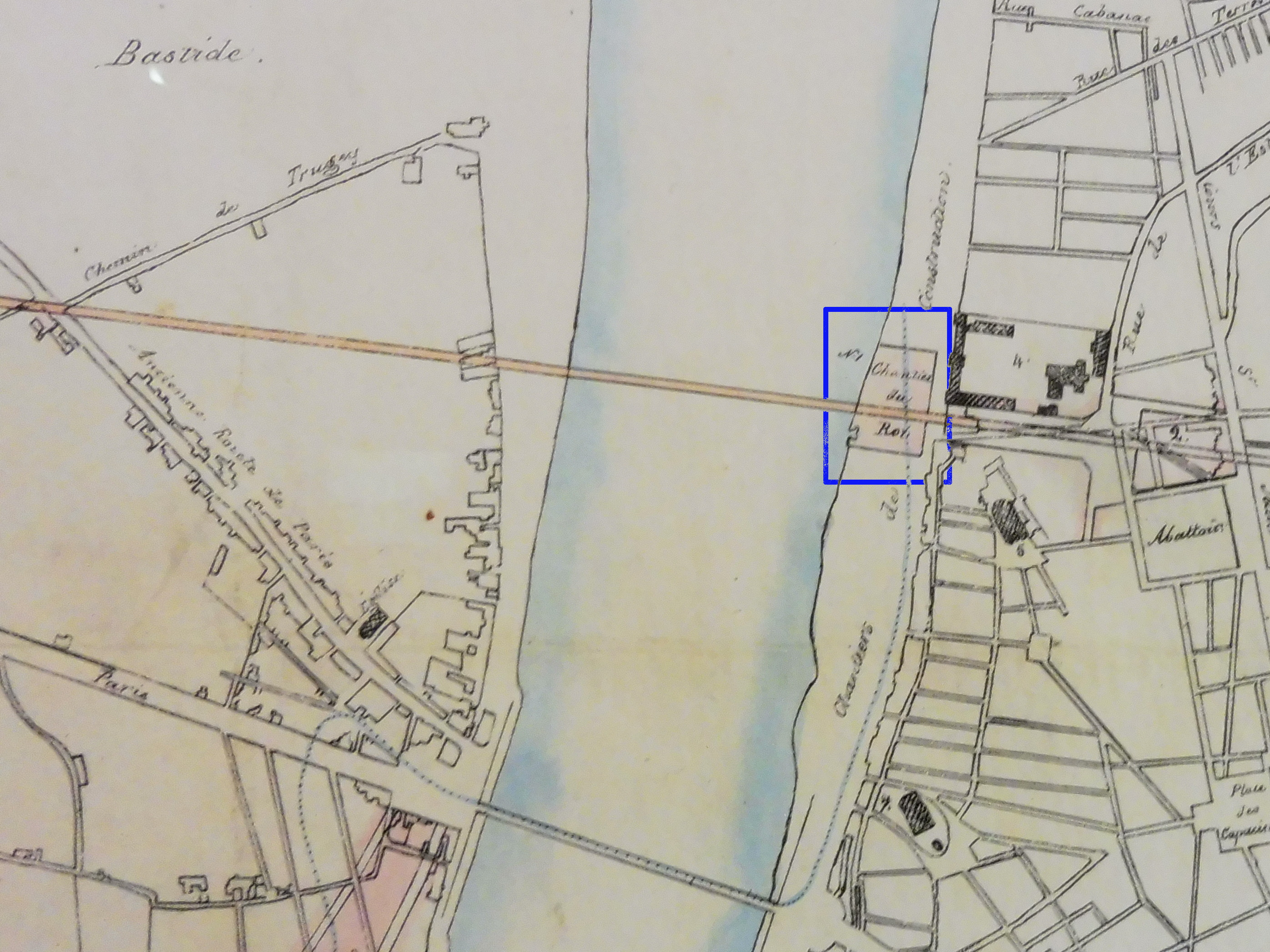
Quartier Belcier, ca 1845.
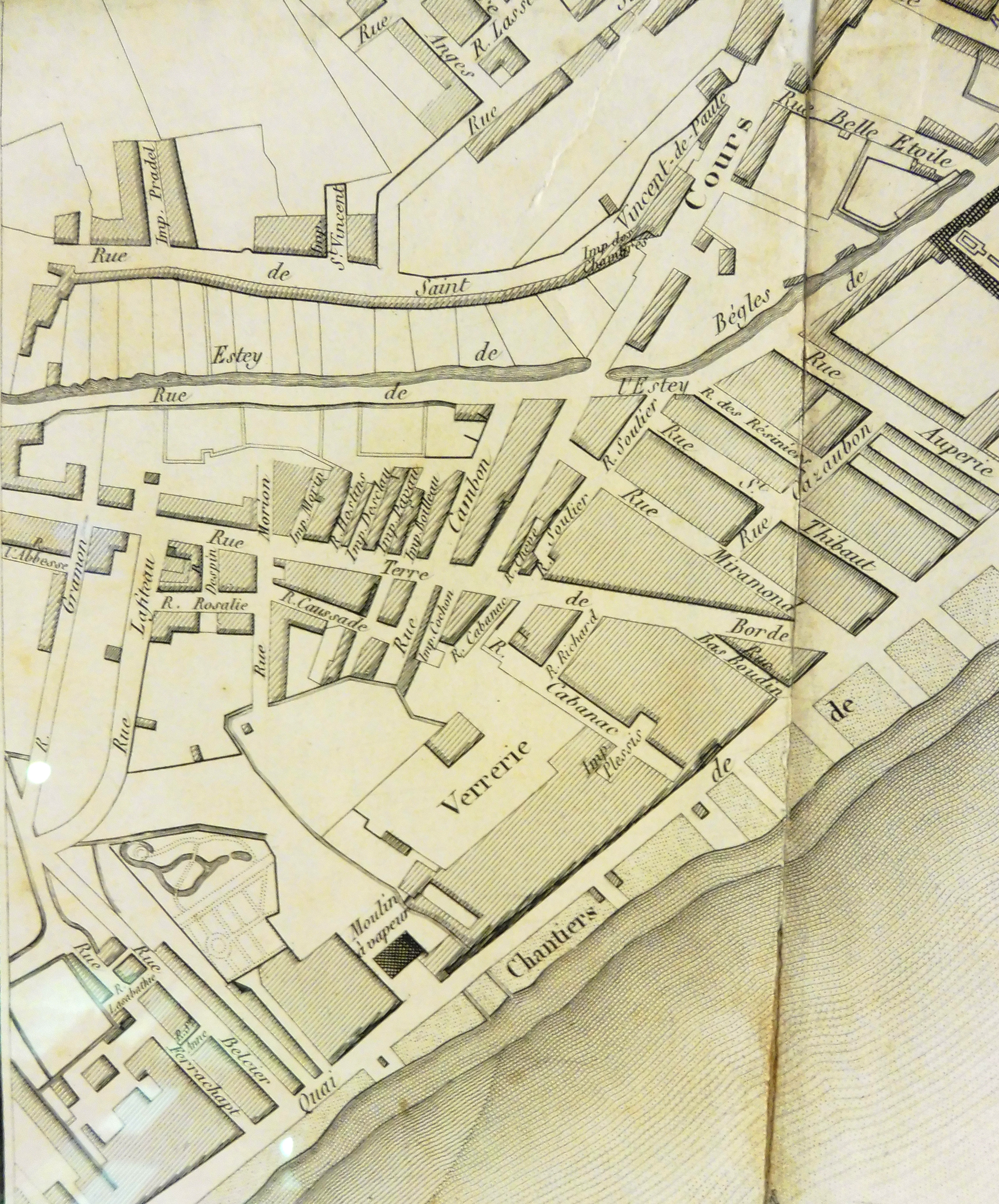
Quartier Belcier, Plan de la ville de Bordeaux, Fillastre Frères, 1851.
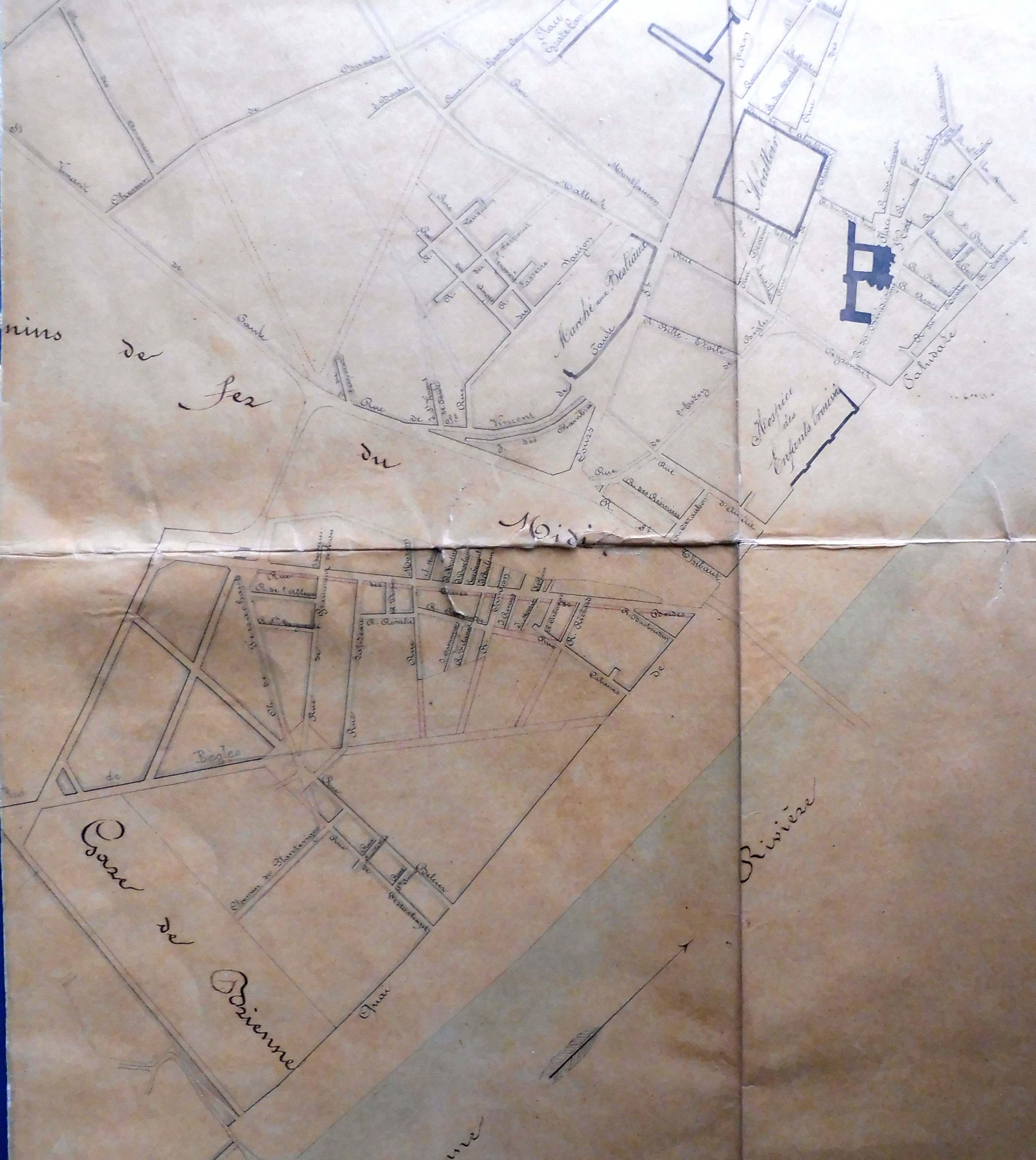
Projet d'établissement de la place Belcier, 1863.
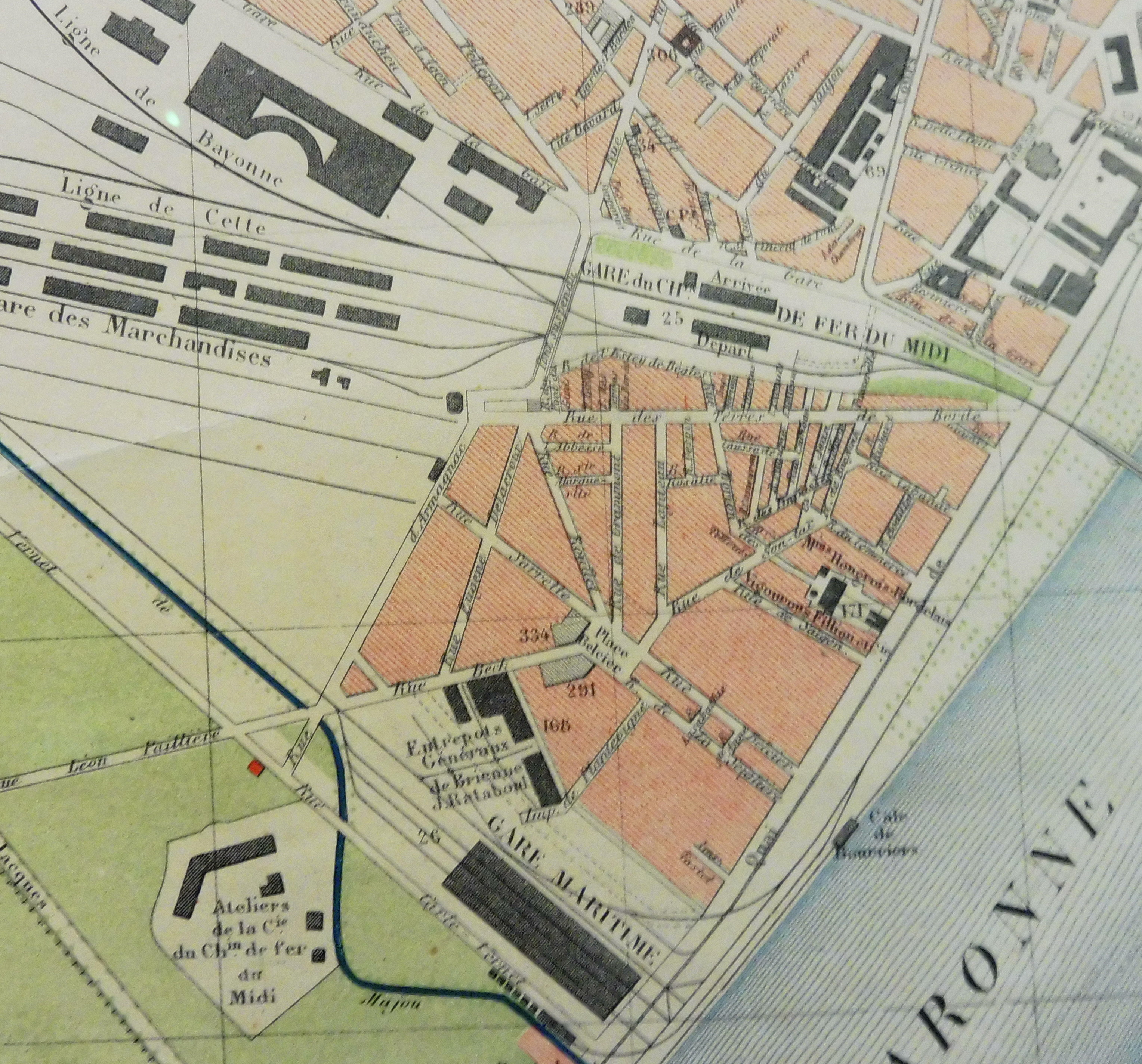
Quartier Belcier, Plan de Bordeaux par Alfred Lapierre, 1887.
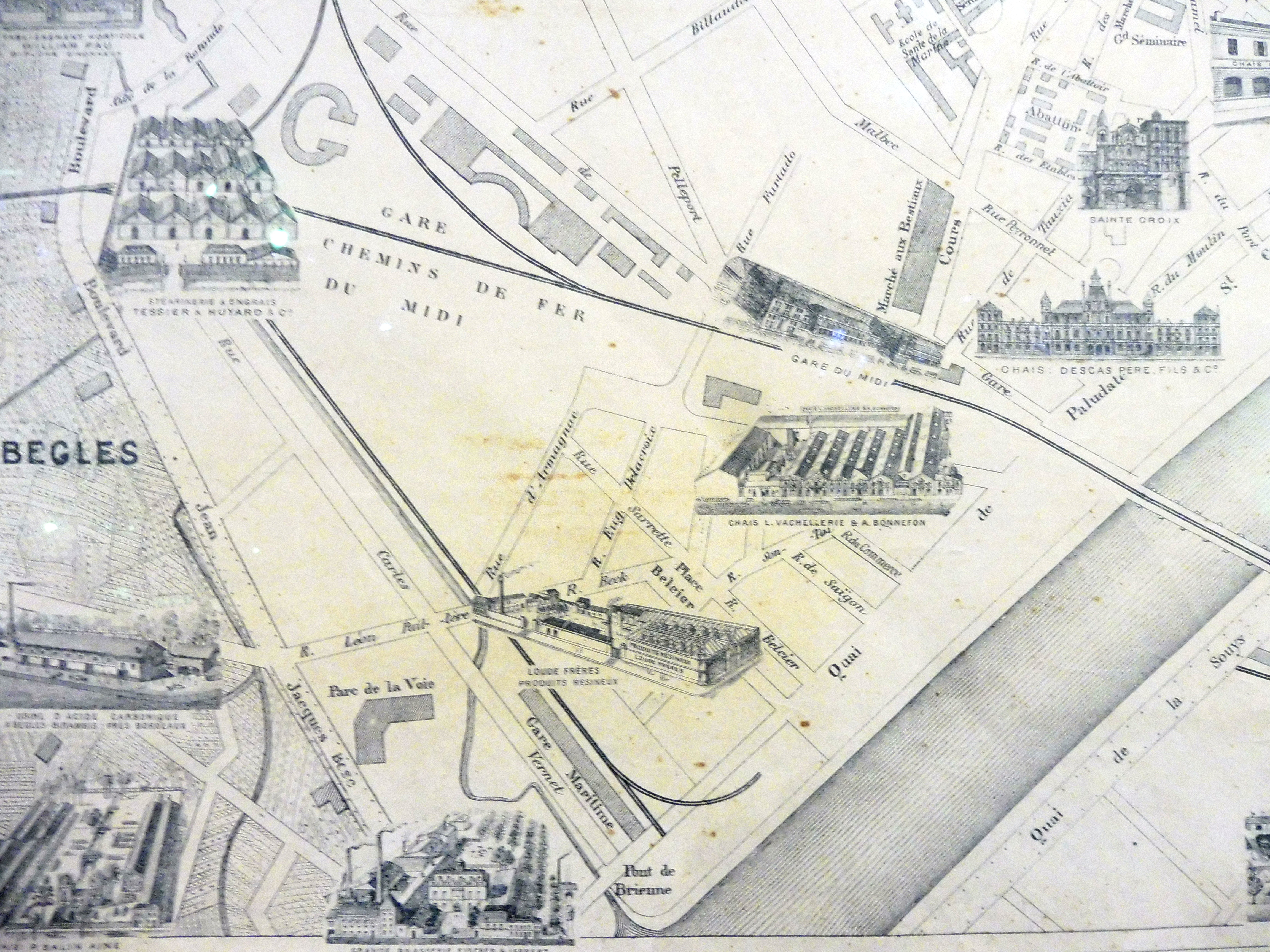
Principaux établissements industriels et commerciaux du quartier Belcier, 1892.
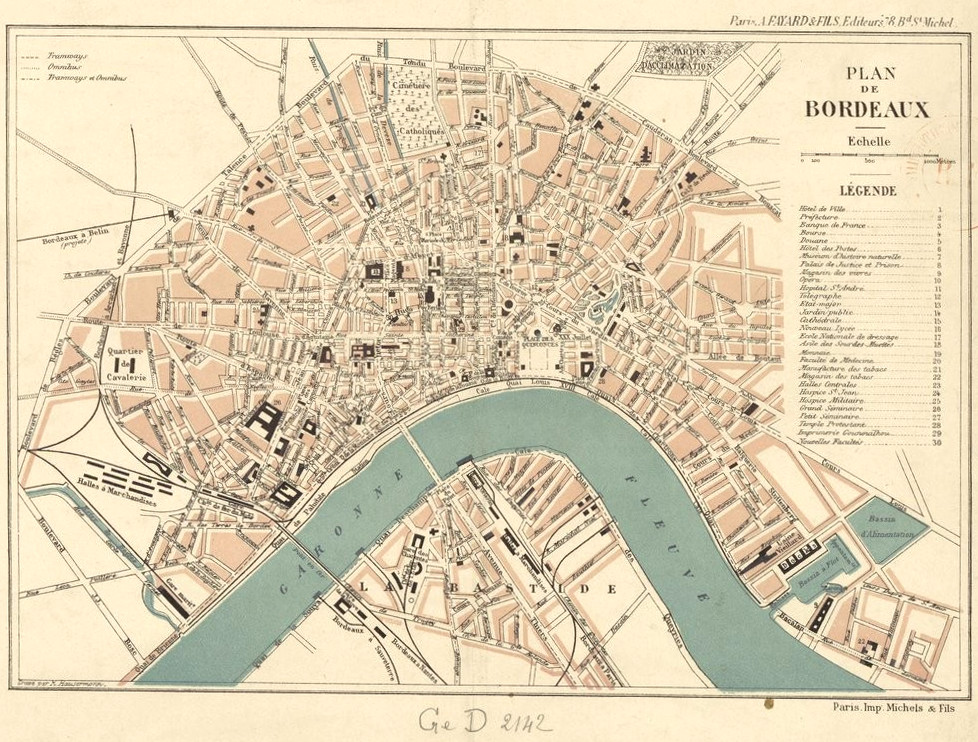
Plan de Bordeaux en 1894.

Le 29 mars 1854, la Compagnie du Midi achète les terrains du domaine de Ladors et détruit la chapelle dite des vignerons ainsi que le château d'Augeard situé sur les hauteurs du Saugeon (Indicateur 9 avril 1855). Les riverains du quartier des Terres de Bordes demandent l'amélioration de la voirie autour de la gare comme en témoignent les procès-verbaux du conseil municipal du 15 novembre 1878 et du 12 décembre 1880. La gare de Brienne est aménagée entre 1858 et 1868 et l'estey de Bègles détourné, car constituant un bassin insalubre et un problème pour le passage des tramways sur le viaduc du Guit : la cuvette de Paludate est inondée régulièrement malgré l'aménagement de vannes. Un nouveau Pont-du-Guit remplacera le viaduc et sera livré à la circulation en 1887 mais son mauvais entretien ainsi que celui de la rampe d'accès à la cour des Messageries provoqueront bien des plaintes (Archives municipales Bordeaux, liasse Bordeaux 135 O 18 relative au Pont du Guit, 1886-1897).
La Compagnie du Midi recourt intensivement à l'expropriation pour cause d'utilité publique pour assurer les dégagements de la voirie pour la nouvelle gare en dur dont les travaux commencent à partir de 1889. Un document de 1887 indique l'affectation des maisons louées par la Compagnie : école du télégraphe, salles pour les examens du personnel, dortoir du chef de train, service médical, services de contrôle, statistique du mouvement, service de la voie. Tous ces services seront transférés par la suite dans les nouveaux locaux.
Cinquante ans plus tard, il reste quelques terrains à bâtir et de nombreux jardins (recensement de 1891) : le quartier est passé d'un habitat dispersé à un habitat groupé et on remarque la construction de structures scolaires laïques place Belcier en 1889-1891. La Compagnie du Midi crée également des classes d'adultes (cours gratuits le soir quatre fois par semaine). Le nombre de cheminots venant habiter près de leur lieu de travail augmente mais l'insalubrité du quartier n'attire pas de nouveaux habitants et les problèmes de communication ne facilitent pas l'accès aux usines et aux chais. De nombreux chais viticoles sont d'ailleurs petit à petit abandonnés.
Les recensements de 1856, 1876 et 1891 permettent de localiser l'évolution de l'implantation des cheminots dans le quartier Belcier, rue des Terres de Bordes. Mais le jeu des nominations et des changements n'a pas permis à la majorité de s'implanter, comme le souligne Henri Vincenot. Le quartier Belcier s’est pourtant organisé en adoptant pour les employés SNCF le modèle de l’échoppe, simple ou double, habitat individuel conçu, à l'origine, pour les classes populaires et qui s'adapte parfaitement à l'étroitesse des parcelles, la profondeur représentant le double de la largeur, avec un jardinet et véranda à l'arrière. Quelques maisons offrent aussi un étage. Plusieurs ménages peuvent occuper le même logement, la plupart sont locataires. Les épouses de cheminots sont majoritairement sans emploi en 1856 puis près de la moitié d'entre elles travaillent en 1891, à domicile dans le secteur du vêtement (couturières, tailleuses, lingères) ou bien dans le commerce (magasin en rez-de-chaussée, ou étal au marché). Un très petit nombre de femmes sont employées par la Compagnie du Midi comme buffetière, garde-barrière ou journalière à l'économat, qui fournit aux ménages de cheminots des denrées et vêtements à leur prix de revient.
Toutefois, la seconde moitié du XIXe siècle voit l'arrivée massive à Bordeaux d'une population d'origine campagnarde à la recherche de travail et qui s'entasse dans des habitats insalubres d'où une forte mortalité. Sur l'Indicateur des monuments publics et principaux établissements industriels et commerciaux de Bordeaux de 1892, deux établissements sont représentés, celui des produits résineux de Loude Frères et les chais de L. Vachellerie et A. Bonnefon. La façade des quais joue toujours son rôle de localisation du grand commerce et la gare Saint-Jean a renforcé cette tendance. Le quai de Paludate est de part et d'autre de la passerelle le pendant des Chartrons vinicoles et les grands entrepôts sont facilement reliés à la gare de marchandises par des embranchements particuliers.

#### AuXXesiècle
Sous l'impulsion de Charles Cazalet, le quartier Belcier bénéficie de la vogue hygiénique des bains-douches populaires lancée par l’œuvre bordelaise des bains-douches à bon marché à partir de 1893, avec la construction d'un établissement à l'angle de la rue Son-Tay (architecte Vardaguer).
L'industrialisation du quartier se poursuit, avec l'implantation de l'entreprise métallurgique Bordeaux-Sud, de la verrerie Domec et de la fonderie Garnier Garlandat. Le Centre d'Expansion Bordeaux-Sud-Ouest publie en 1960 une étude sur l'emploi dans les cinq départements aquitains ; les auteurs du rapport recommandent de développer ou de créer en Gironde des industries qui incorporent beaucoup de main-d'œuvre en renforçant la métallurgie et en l'orientant vers des fabrications capables d'absorber 2 000 ouvriers qualifiés supplémentaires (mécanique, chaudronnerie, constructions métalliques). En 1931, l'ancien abattoir municipal construit par Gabriel-Joseph Durand de 1824 à 1832 est transféré quai de Paludate, et construit sur les plans de l'architecte Jacques Debat-Ponsan. Deux châteaux d'eau de 12 mètres de hauteur sont installés dans la friche ferroviaire du pont-du-Guit et quelques platanes plantés dans la petite place bitumée au pied du pont qui forment un couvert végétal rare dans le quartier, utilisé par les habitants du quartier pour promener leur chien et comme arrêt de bus par la compagnie Eurolines. Ces deux châteaux d'eau ont été détruits en 2016 après une ultime mise en scène dans le cadre du Projet d’art urbain de Delphine Delas inspirée du roman L’amant de Marguerite Duras, qui représentait un voyage dans l’espace-temps de l’Indochine coloniale abondamment présente dans les noms de rue du quartier. Les châteaux d'eau démolis ont laissé la place à la construction du parking Armagnac ouvert en mai 2019 permettant de desservir la gare Saint-Jean et exploité par l'entreprise Indigo.
La crue de 1981 coïncide avec une marée montante de fort coefficient la nuit du dimanche 13 décembre : 50 cm d'eau submergent le quai Paludate et ses abords.

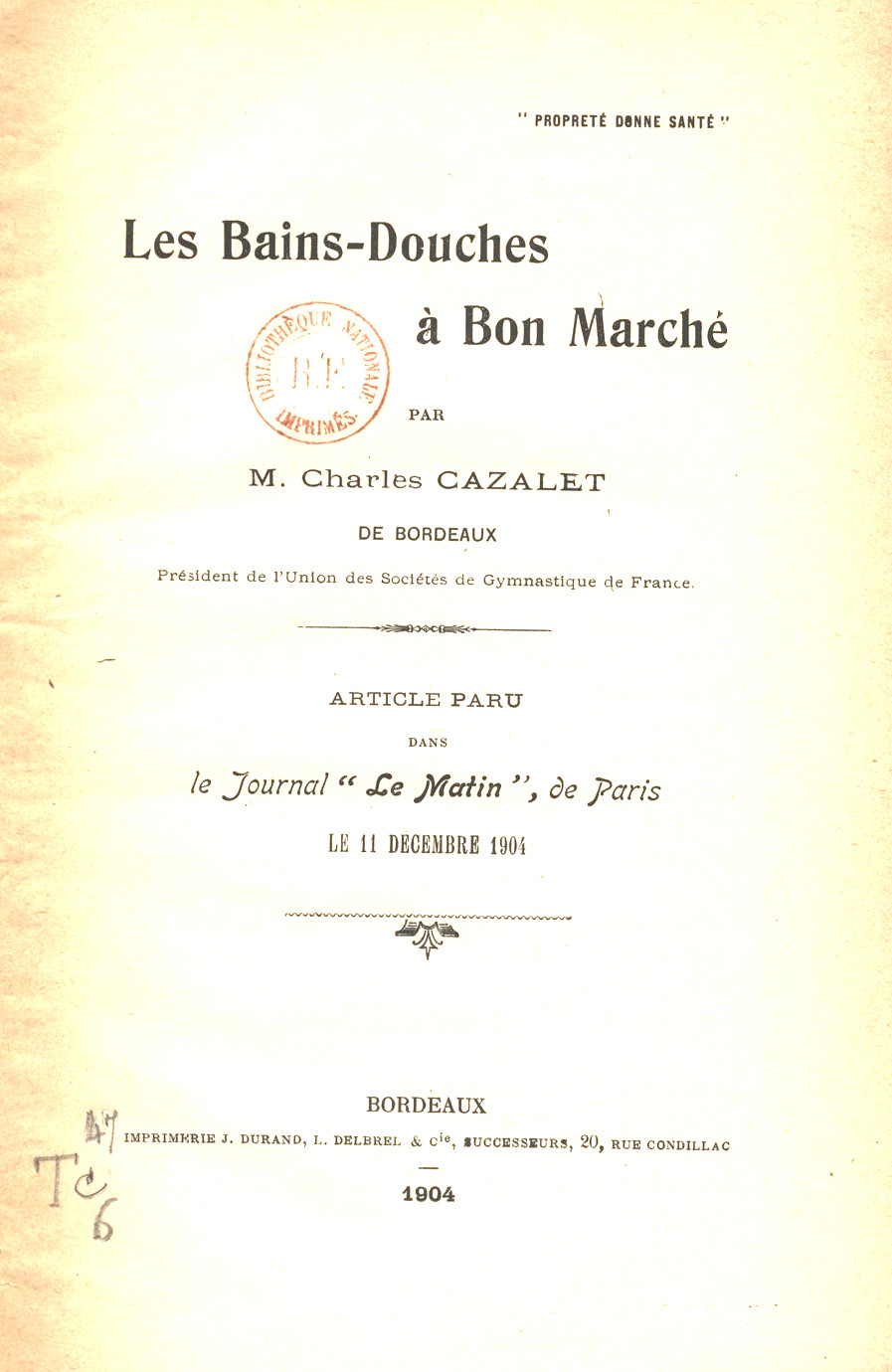
Charles Cazalet et la promotion des bains-douches
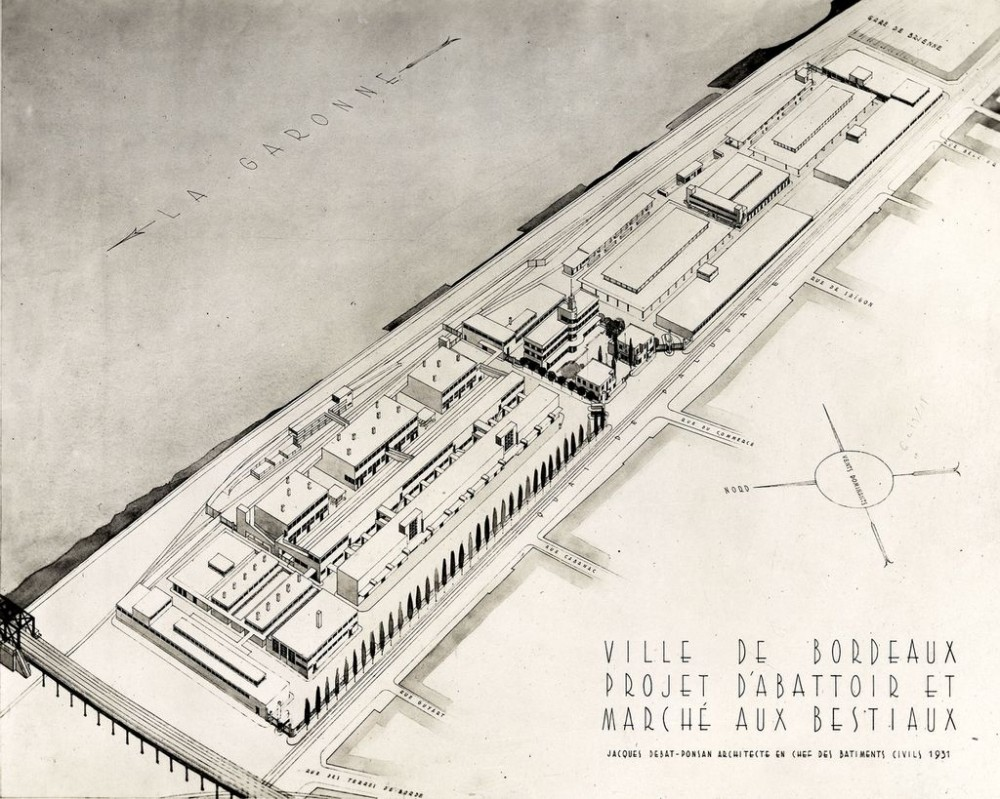
Projet d’abattoir et de marché aux bestiaux quai de Paludate, Jacques Debat-Ponsan

#### AuXXIesiècle
La place Ferdinand Buisson a été requalifiée, après concertation avec les habitants en 2007 : aménagement central en calcaire clair pour les animations, deux aires de boulistes, long banc courbe et fontaine recouverte de gneiss, aire de jeux pour les enfants, pergola sur le trottoir devant l'école maternelle et local technique intégrant les sanitaires. Une église catholique a remplacé celle qui a brûlé le 25 mai 2004, sur les plans de l'architecte Denis Boullanger, connu pour sa restauration de la Galerie Bordelaise.

Le 5 novembre 2009, le quartier est intégré au projet Bordeaux-Euratlantique, opération d'intérêt national qui constitue le plus gros programme d'aménagement urbain engagé en France.

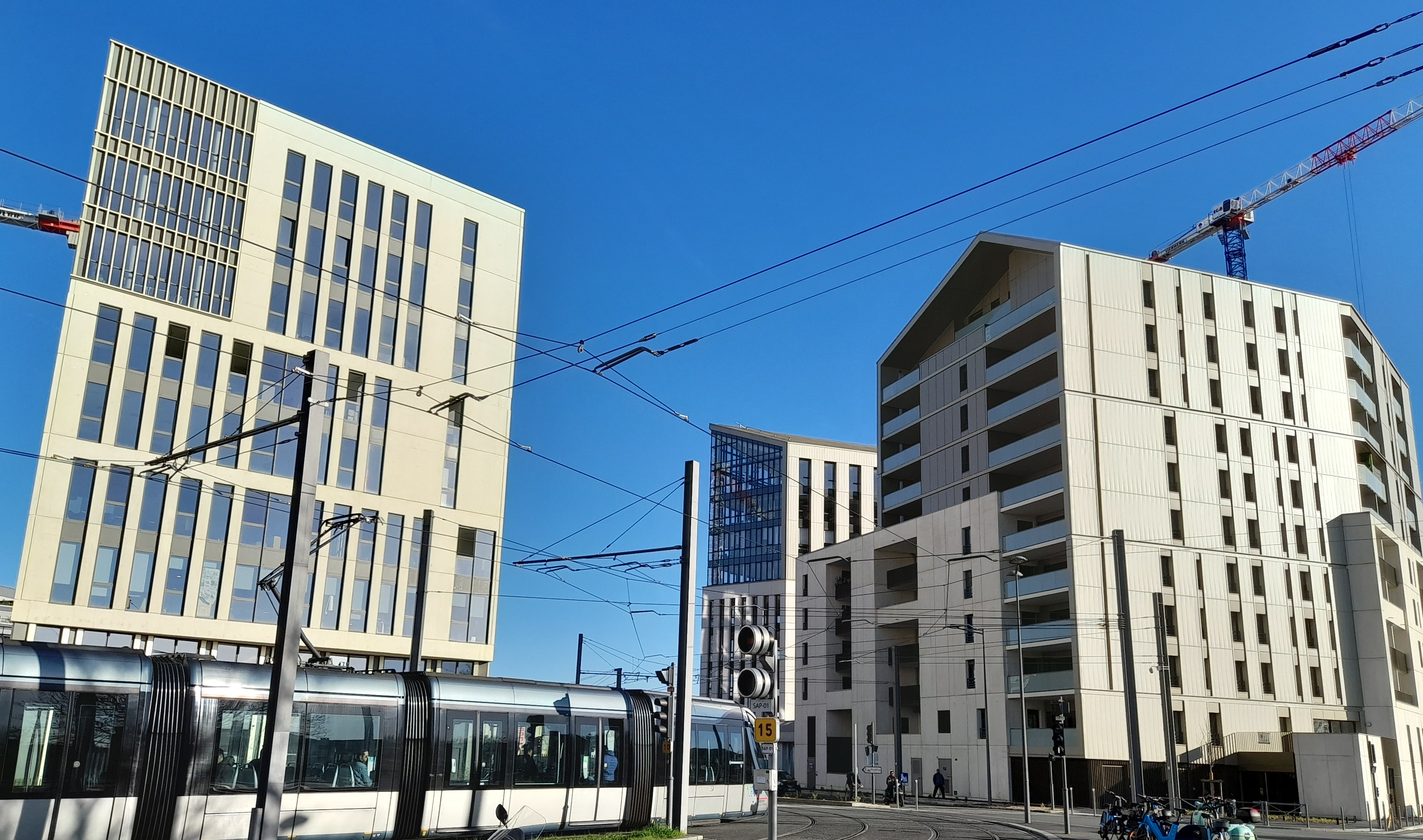
Rue Carle Vernet.
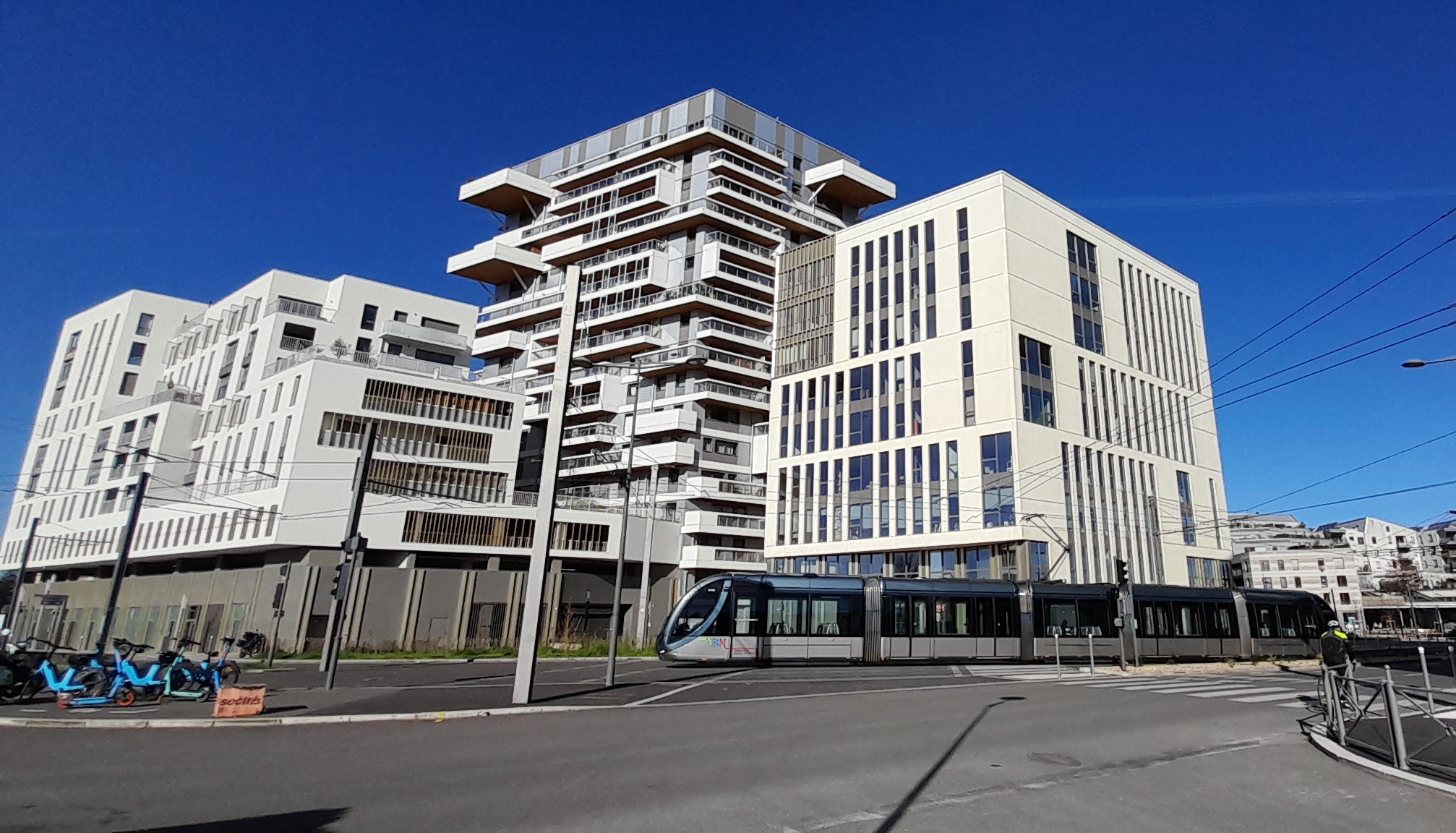
Rue Carle Vernet.
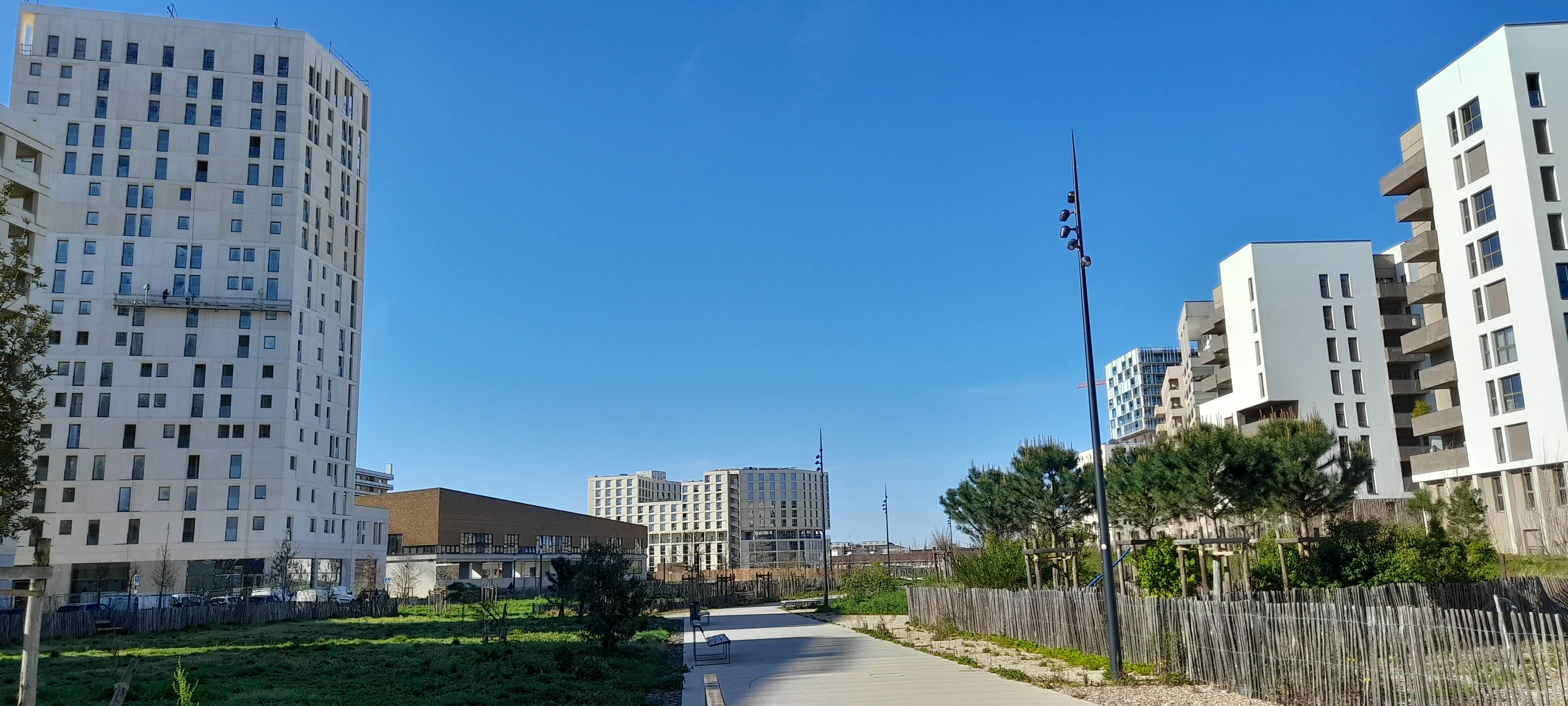
Jardin de l'Ars.

## Culture et patrimoine
Le jardin partagé, situé près de la chapelle, a été créé en 2010 par les bénévoles de l'association de quartier Atelier des Bains Douches, grâce à des fonds de diverses instances publiques, sur un terrain en friche prêté par une entreprise privée. Il s'adresse aux habitants du quartier sur inscription et l'espace est clôturé. Le nombre de participants dépend du nombre de parcelles, les outils sont mis en commun. Un règlement intérieur a été adopté en octobre 2015.

### Équipements scolaires

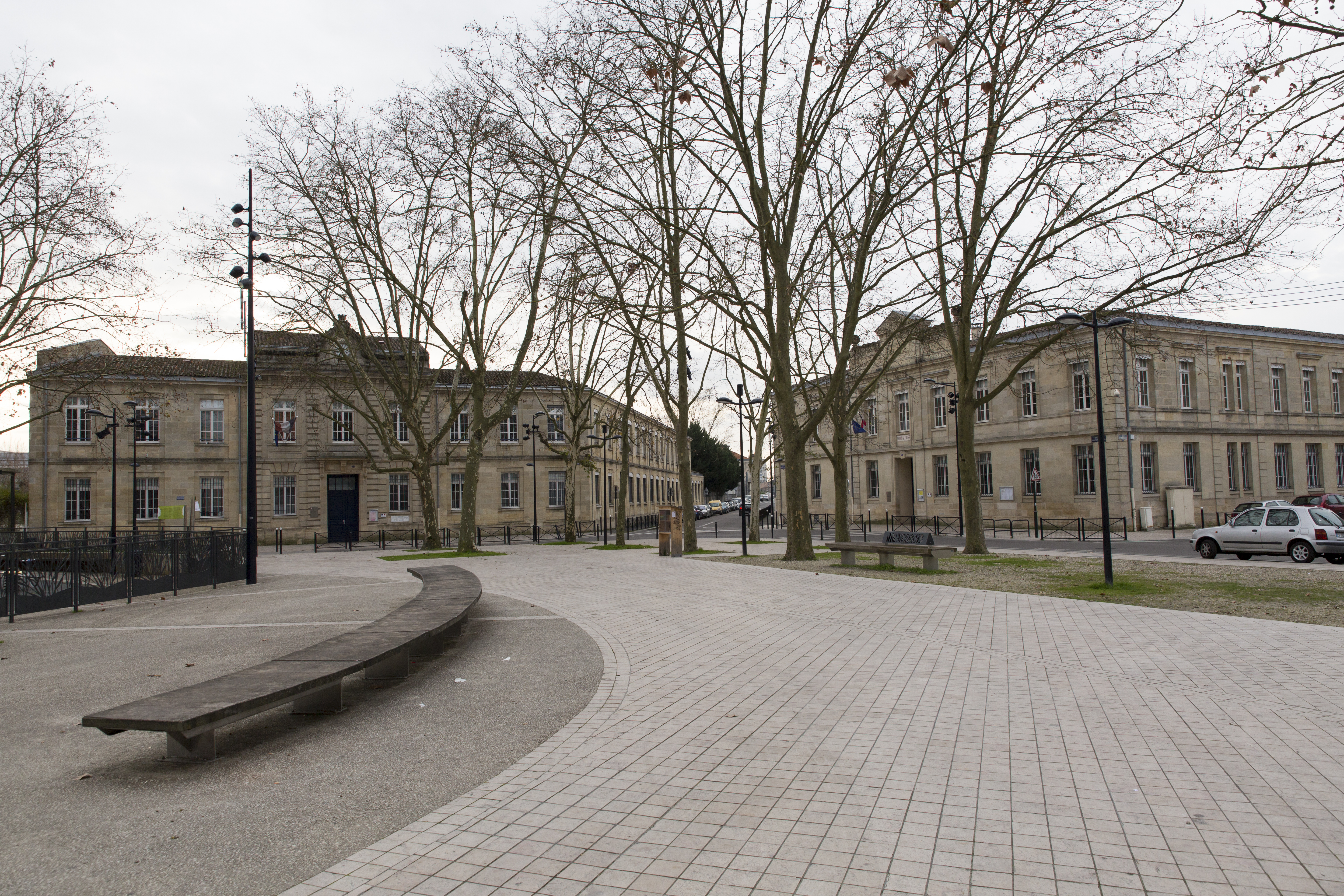
La place Ferdinand Buisson, l'école publique des filles et celle des garçons.

Les deux écoles publiques mixtes actuelles (maternelle et élémentaire), donnant sur la place Fernand Buisson, étaient initialement (comme le rappellent les plaques des deux façades), l'école des filles et celle des garçons, la mixité scolaire s'étant généralisée plus tard, dans les années 1960.

### Équipements culturels
Présence de plusieurs équipements culturels sur le quartier.
- En octobre 1953, la bibliothèque de quartier est ouverte sur la rue Son-Tay, au 40 rue Laffiteau, près du groupe scolaire[63]. Implantée dans un ancien quartier d’émigration cochinchoise, elle comporte uniquement à l’origine une section adultes. En 1960, une section jeunesse est intégrée. En 1976, on procède à une extension de ses locaux, dans la foulée de la réfection des Bains-Douches voisins et de l’ouverture d’une consultation de la DDASS à proximité. Entourée par un foyer de personnes âgées et une salle des fêtes (au nord), elle est située à proximité d’un Centre de Formation d’Apprentis et d’un espace “Restos du cœur”. Le “quartier” dans lequel elle s’insère est marqué par le déclin démographique dans les années 1980-1990.

- Elle est complétée en 2013 par une nouvelle bibliothèque municipale, près d'un arrêt de tram, la bibliothèque Flora Tristan équipée d'espaces multimédia, dont le Medialab, et d'une salle qui accueille expositions et ateliers d'initiation aux logiciels libres[64],[65].

### Patrimoine industriel
L'appel à projet de 2010 définit la notion de patrimoine industriel, ses enjeux et ses moyens en Aquitaine, faisant suite aux enquêtes de Marie Kabouche sur la Gironde.

#### Bordeaux-Sud

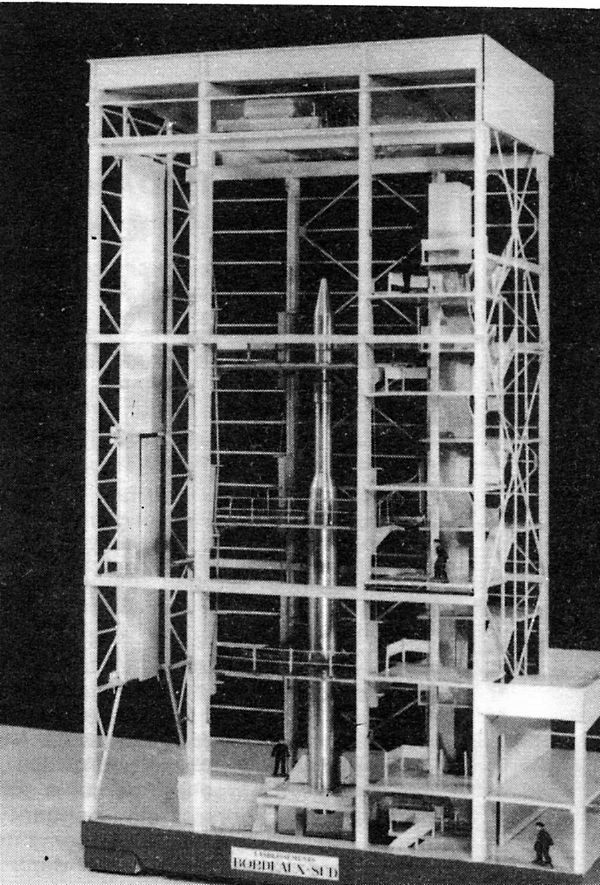
Tour portique construite pour Kourou-Guyane.

Cette entreprise familiale était située au 174 rue Carle-Vernet. Dans les années 1930, elle fabriquait du matériel ferroviaire : ponts métalliques, stations d'électrification. Vingt plus tard elle s'est reconvertie vers les engins de levage : ponts roulants, portiques, élévateurs.
En 1975, sa position économique est saine : elle dispose de locaux industriels importants, assurant 12 % de la production nationale des engins de levage industriels. Elle s'est tissé un solide réseau commercial en France et à l'étranger. Elle a mis en place une politique d'investissements soutenue par huit banques, et elle s'appuie sur un bureau d'études performant. Les dirigeants de Bordeaux-Sud ont suivi à la lettre les préconisations du C.N.P.F.... qui étaient mal adaptées aux P.M.E. et entraîneront la fermeture après un mouvement social déclenché par le refus de prêt des huit banques le 10 mai 1976.

#### Fonderie Garnier
En 1939 M. Garlandat transfère une fonderie, rachetée dix ans auparavant, dans une maison de la fin du XIXe siècle, au 24-26 rue Beck. Il s'associe à M. Garnier et la S.A.R.L. se spécialise dans la robinetterie vinicole. L'entreprise n'échappe pas aux mouvements de grève d'après-guerre et le préfet procède à l'évacuation par la troupe le 1er décembre 1947.
L'entreprise est reprise en 1966 par M. Cousin. La mécano-soudure prend le relais de la fonderie dans les années 1980. Un atelier de chaudronnerie est créé en 1981. Un tour à commande numérique est installé en 1988 et l'usinage entièrement robotisé.
En 2000, toujours sous la direction de la famille Cousin, Garnier Garlandat devient Garnier Industrie. En complément de ses productions dans le domaine vinicole (robinetterie en bronze et portes de cuves), l'entreprise fournit également du mobilier industriel et urbain et fait face à des commandes particulières.
Sa situation excentrée, sa taille modeste et la polyvalence de son personnel lui ont permis de rester compétitive. Le nombre d'employés est passé de cinquante en 1966 à trente en 1973, vingt en 1980 et dix en 2017.

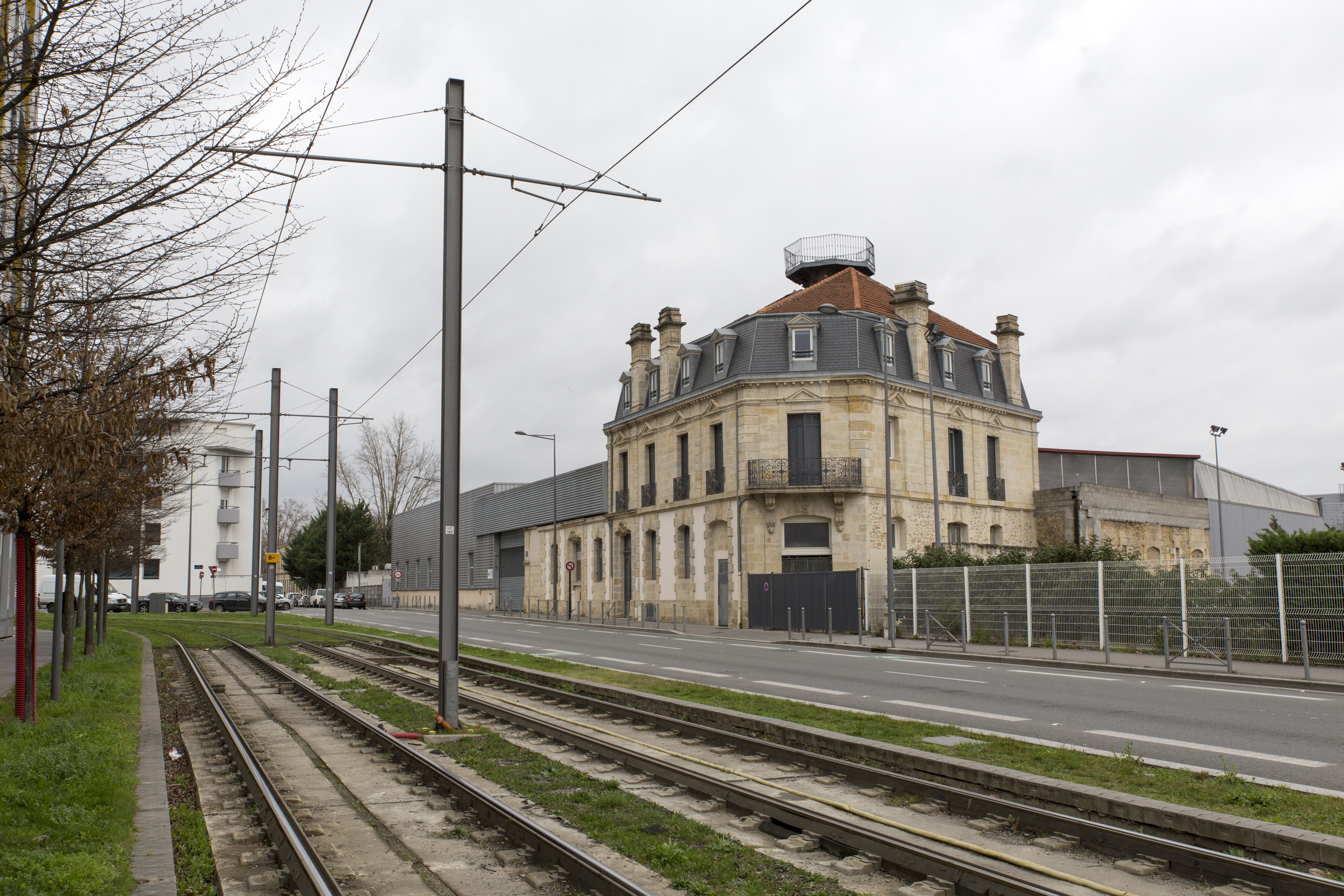
La fonderie rue Beck.
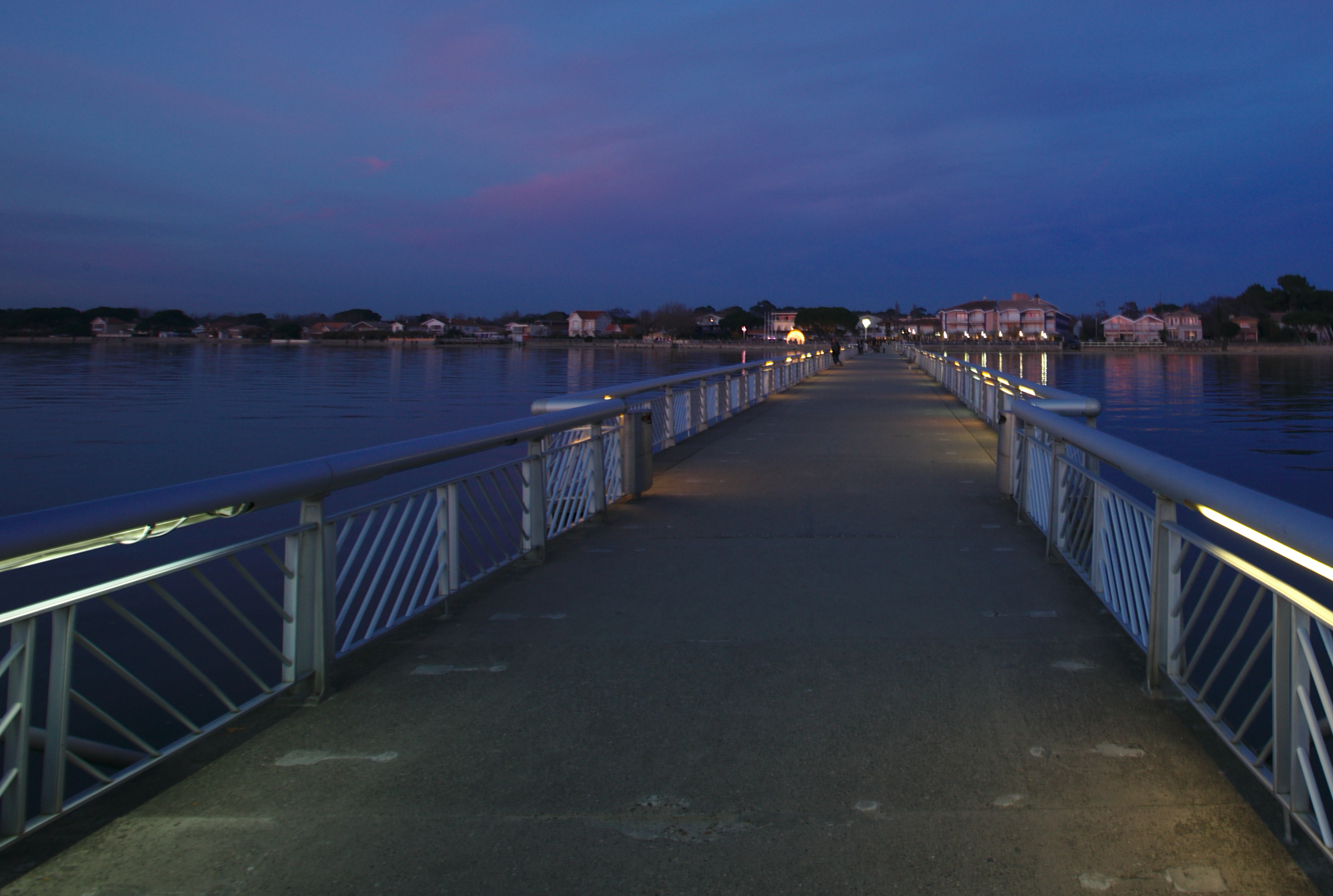
Garde-corps de la jetée d'Andernos.
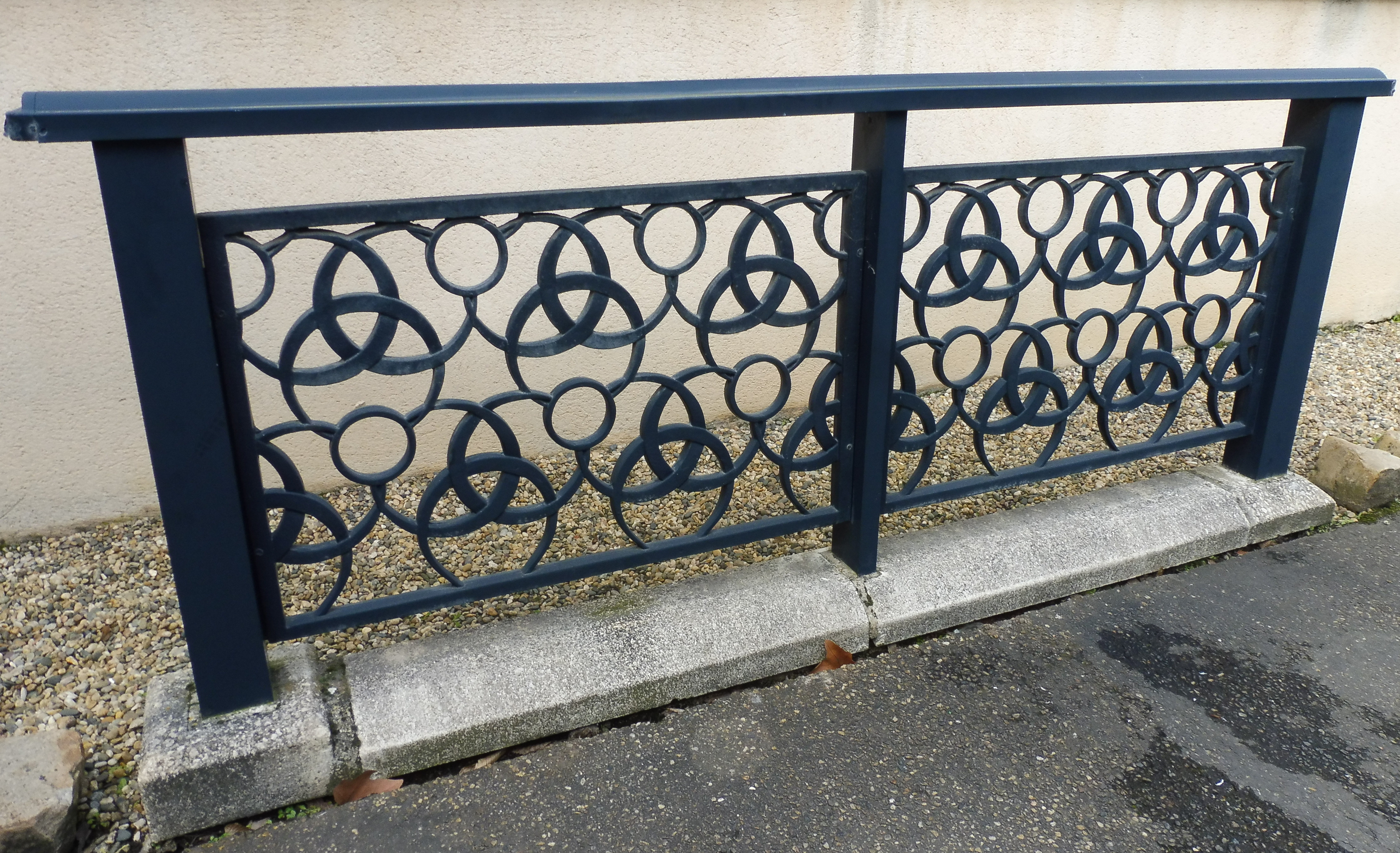
Garde-corps du parking Tourny à Bordeaux.
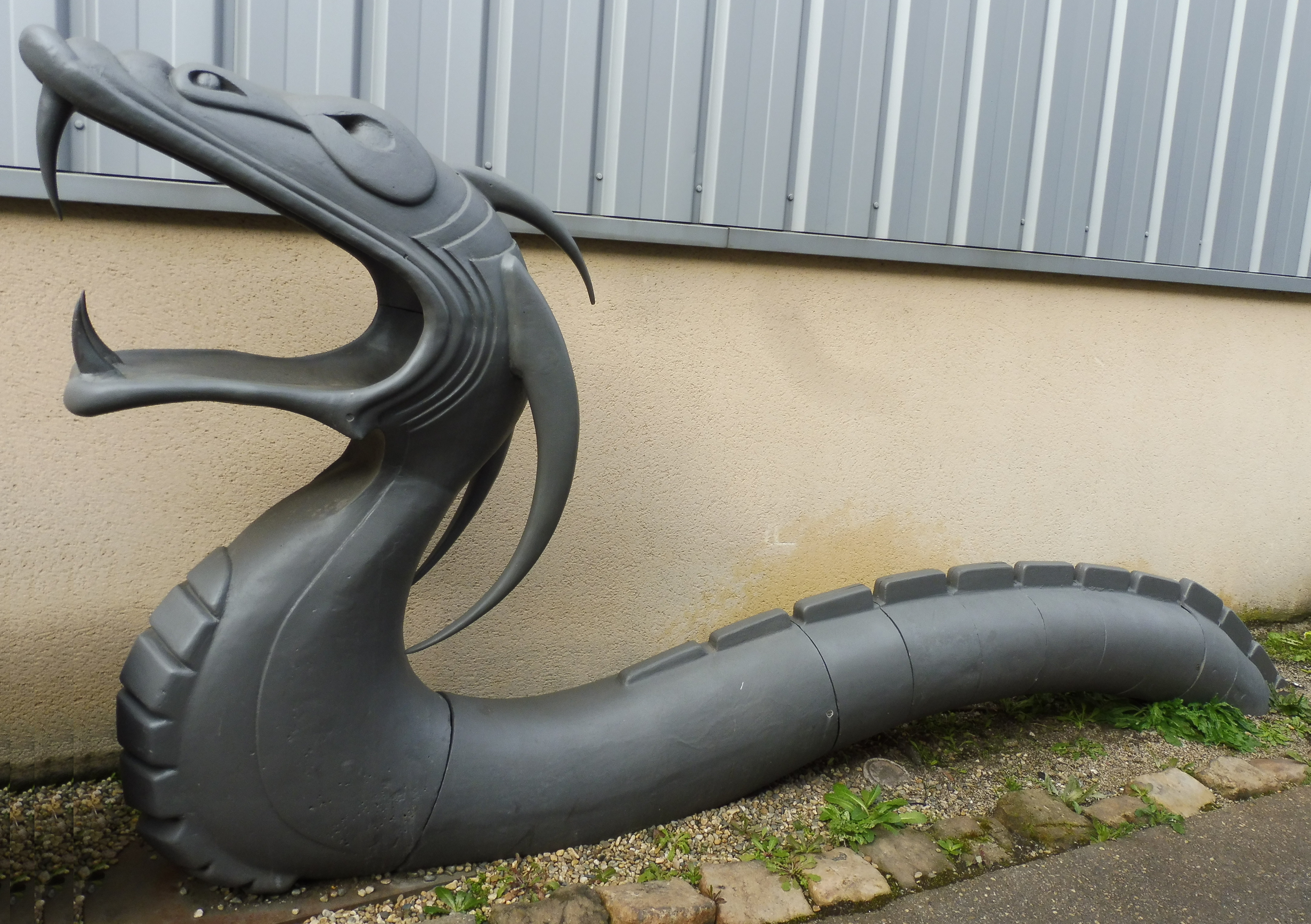
Réplique du dragon de Niort.

#### Verrerie Domec
En mai 1912, un descendant de verriers lorrains, Pierre-Adolphe Domec, crée une verrerie au niveau de la rue Eugène Delacroix ; elle sera agrandie vingt ans plus tard et fermera en 1992. A l'emplacement de la verrerie est construit en 2008, dans le cadre de l'opération Euratlantique, l’îlot d'Armagnac comportant des logements, le gymnase Robert Geneste et la médiathèque Flora-Tristan.
À l'origine entreprise familiale, la verrerie Domec est transformée en société anonyme en 1954 par le gendre de M. Domec, Pierre Cuchet.
Dans les années 1930, après le rachat d'une ancienne verrerie, les ateliers de l'usine sont agrandis et atteignent une longueur de 225 m pour une largeur de 100 m.
Les matières premières nécessaires sont le sable qui provient de Fontainebleau, le carbonate de sodium fourni par le groupe Solvay et le carbonate de chaux à partir de producteurs régionaux en Charente ou en Dordogne.
La production d'origine est d'abord orientée vers la verrerie fine (verres de lampe, gobeleterie et flaconnage décoré), puis évolue vers la verrerie de fantaisie et objets de laboratoire. Elle se spécialise ensuite dans les bouteilles isolantes réalisées avec verre et enveloppe plastique. Après-guerre, elle s'oriente vers le travail à façon et le conditionnement pour les industries pharmaceutiques.
Cette verrerie fut un important employeur de main d’œuvre après guerre. Un bureau des temps (étude chrono de chaque poste) fut créé de façon à toujours améliorer la productivité et rester concurrentiel. Le nombre d'ouvriers passa de 700 en 1950 à 800 en 1974 ; et le nombre de salariés de 400 en 1980 à 180 en 1988. Le niveau de qualification du personnel lui permettait d'acquérir des compétences dont il put faire profiter d'autres entreprises par la suite. C'est le cas de Gérard Torcheux qui a créé son propre atelier de verrier à Poncé-sur-le-Loir en 1982 : il a débuté en 1964 en se formant à la verrerie Domec pendant 5 ans, et obtenu son diplôme tout en travaillant.
Une grande partie de la production est envoyée jusque dans les années 1950 dans les colonies. Toujours en quête de nouveaux marchés, dans les années 1970, Domec exporte près de la moitié de sa production, de qualité reconnue, vers la Communauté économique européenne (CEE) et l'Afrique francophone, en particulier pour l'hôtellerie et la restauration.
L'âpre concurrence des années 1980 contraint l'entreprise à des dépôts de bilan successifs puis à la fermeture définitive en 1992. En souvenir de la verrerie, la rue située entre la rue d'Armagnac et la nouvelle gare sera dénommée Rue des gamins, nom qui était donné aux apprentis de l'entreprise et le passage situé entre la rue d'Armagnac et la future rue des Maraîchers sera dénommé Passage Pierre-Adolphe Domec, en hommage au fondateur de la verrerie Domec.

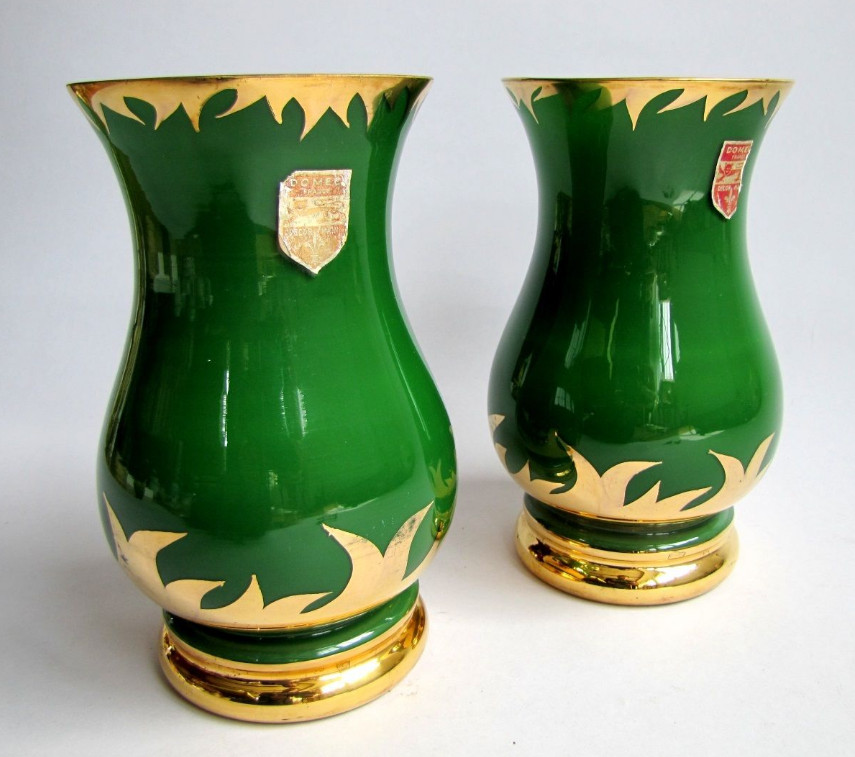
Paire de vases vert et or opaline
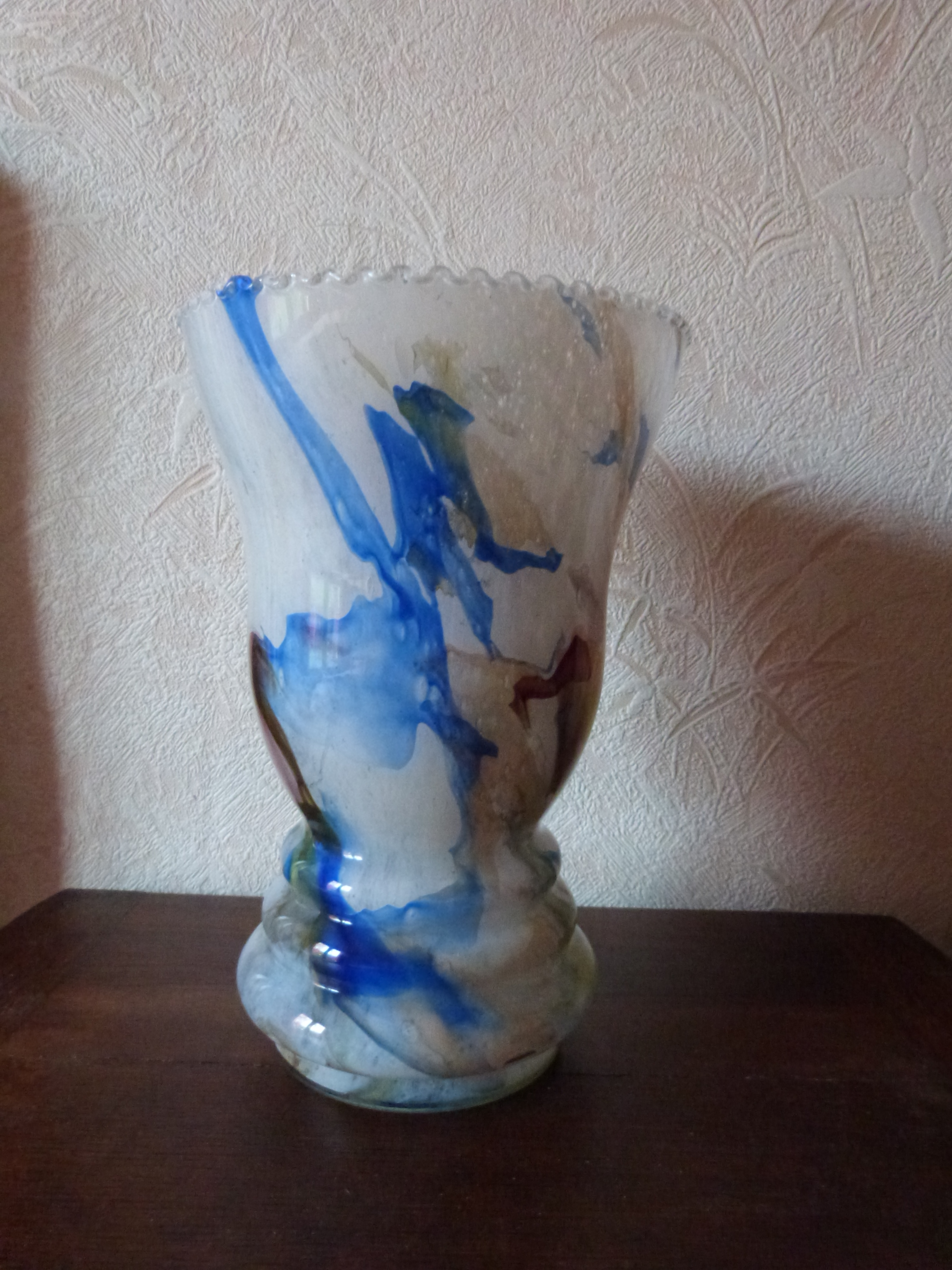
Vase en opaline avec inclusions de couleurs
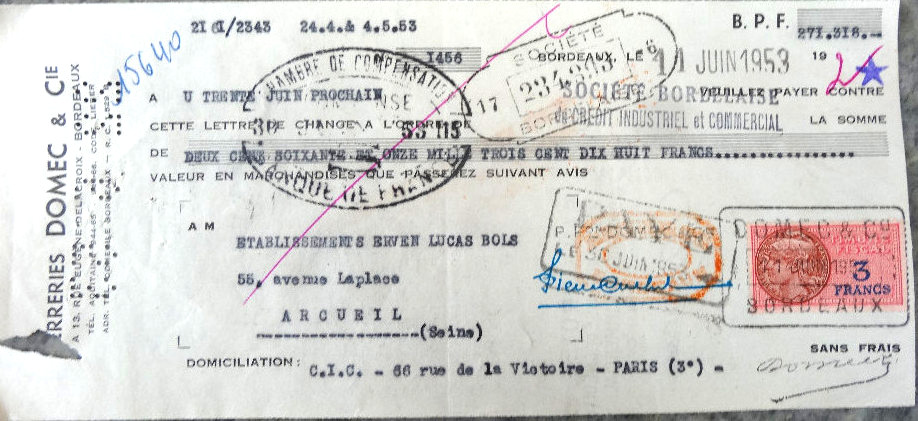
Lettre de change
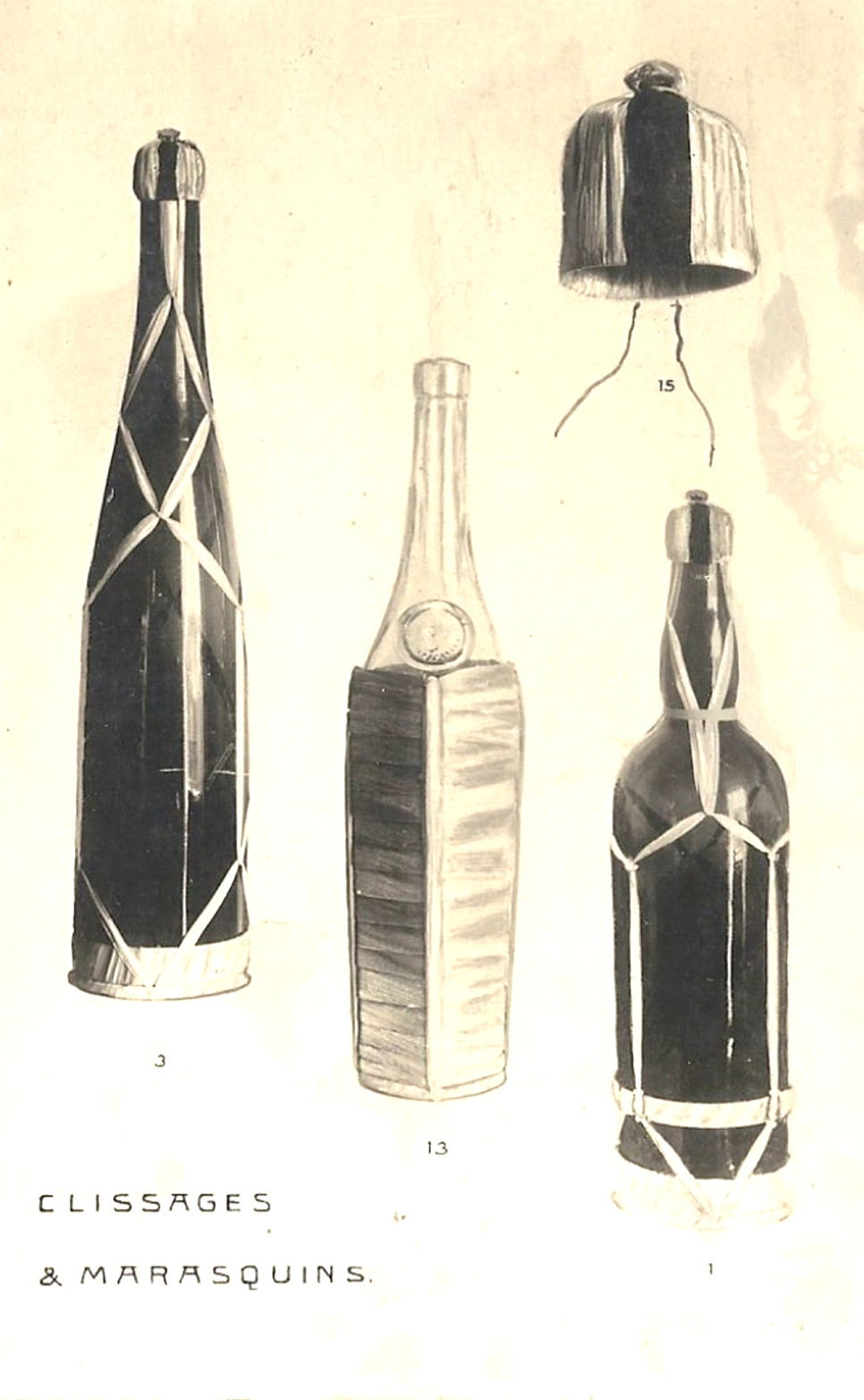
Clissage et marasquins
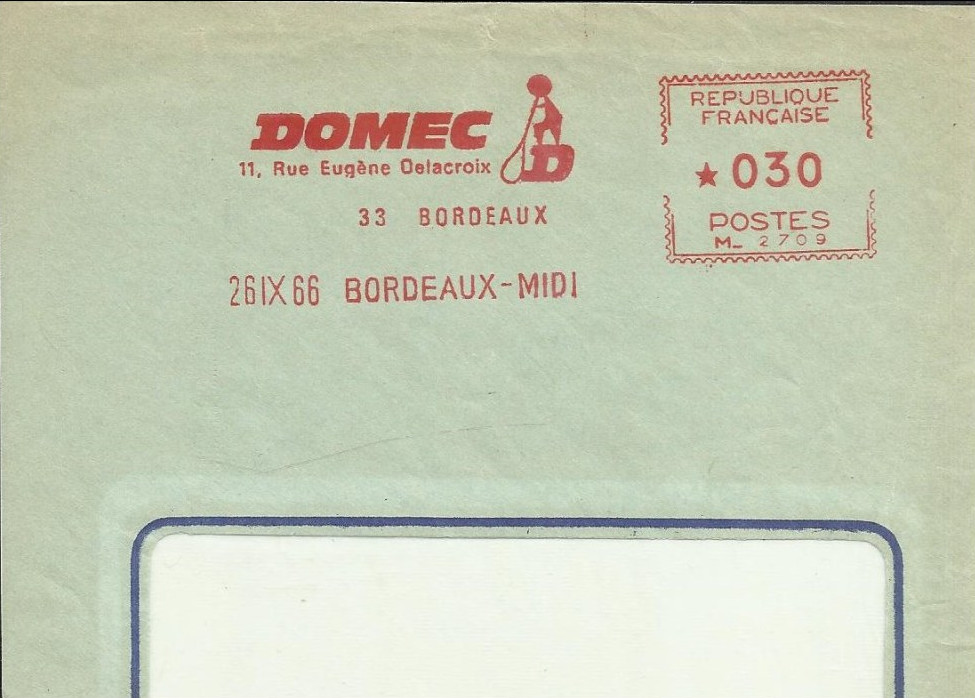
Flamme EMA

## Urbanisme
L'attention lumineuse valorisante portée aux quais bordelais s'est surtout manifestée au début autour de la place de la Bourse et du pont de pierre, mais il était loin d’en être de même pour le quai de Paludate marqué par la présence des entrepôts et des abattoirs, bien que fort attractif la nuit, car c’était là que se
concentraient les discothèques et la prostitution depuis les années 1990.

### Équipements sportifs
- Gymnase Robert Geneste, 19 rue Beck. Il a été conçu par les architectes Baudin et Limouzin[77] et inauguré le 20 janvier 2017. Il porte le nom de Robert Geneste (1921-1997), chirurgien orthopédiste et figure sportive du CA Béglais. Les équipements comportent une salle de boxe, une salle de sports collectifs (hand-ball, volley-ball, basket et badminton), une salle de réunion et des gradins pour accueillir trois cents personnes. Plusieurs clubs bordelais s'y entraînent, notamment le BEC handball, le Badminton Club Barbey ainsi que des clubs de boxe. Les deux établissements scolaires du quartier disposent de créneaux d'utilisation[78].

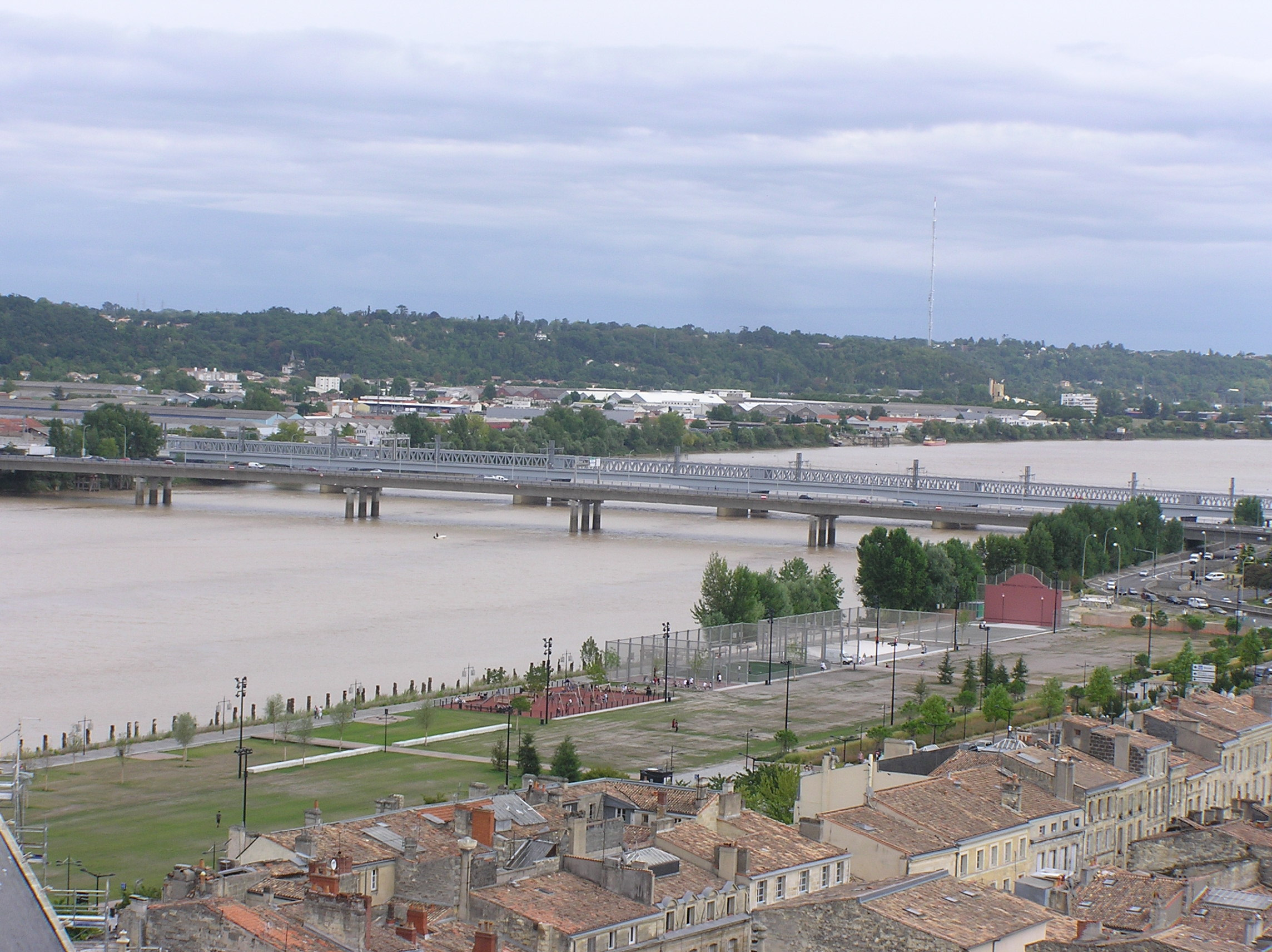
Parc des Sports Saint-Michel vu depuis la flèche Saint-Michel.

- Le parc des sports Saint-Michel est un équipement en accès libre sur les quais, ouvert au public depuis le 1er mai 2009 ; il a été conçu par l'architecte-paysagiste Michel Corajoud. Il couvre un espace de 5,5 hectares en bord de Garonne depuis le pont de pierre jusqu'au quai Sainte Croix et propose plusieurs aires de promenade et de détente ludiques ou sportives de plein air.

Pour les habitants du quartier Belcier, bien que n'étant pas sur leur territoire, il est directement accessible par le tram pour des activités physiques de loisirs gratuites.

Le parc des sports Saint-Michel est constitué de plusieurs plateaux de jeux :
  - un fronton avec une surface de jeu de 10m par 16m et un terrain de 47m de long pour la pratique de type pelote basque.
  - une aire de rink hockey de 42m par 18m en béton lisse.
  - une aire de basket ball de 18m par 11m en revêtement béton bitumeux.
  - un terrain de football urbain en gazon synthétique de 32m par 16m.
  - une aire en sable de beach volley de 40m par 18m transformable en 1 terrain central ou 3 mini terrains.
  - un espace de sport d'orientation.
  - une aire de renforcement musculaire permettant le street workout[79].

### Quartier en mutation
Le redécoupage des quartiers prioritaires bordelais en 2014 a entrainé pour Chartrons-Nord et Bordeaux-Sud (à l'exception de Carle-Vernet) la perte d'une enveloppe globale couvrant les besoins de 230 associations pour 300 projets.
La participation active des habitants est un levier incontournable dans la fabrique de la ville durable, mais elle est fortement cadrée par les acteurs politico-institutionnels, malgré la charte qui fait référence à une « concertation exigeante » ; elle se limite à des réunions, des expositions, des ateliers et des visites. Les projets culturels municipaux ont fonction réparatrice d’un lien social menacé. L'atelier des bains-douches du quartier Belcier a mené en 2010 une enquête intitulée Belcier-Vers un écoquartier ancien.
Du côté des décideurs, la stratégie énergétique est au cœur des projets concrets immobiliers du réseau de chaleur de Saint-Jean Belcier dans le cadre du Plan climat.

## Économie

### Commerces
- Le projet Euratlantique prévoit l'installation de commerces de proximité en pied d’immeuble dans le secteur des friches ferroviaires d'Armagnac-nord[85].
- Brasserie de Belcier, 51 Rue Son Tay : ex-Le Killian racheté en mai 2012.
- Tabac presse, rue Terres-de-Borde
- Ma pharmacie Belcier, 23 allée E. Delacroix
- UExpress, supérette allée E. Delacroix

## Galerie

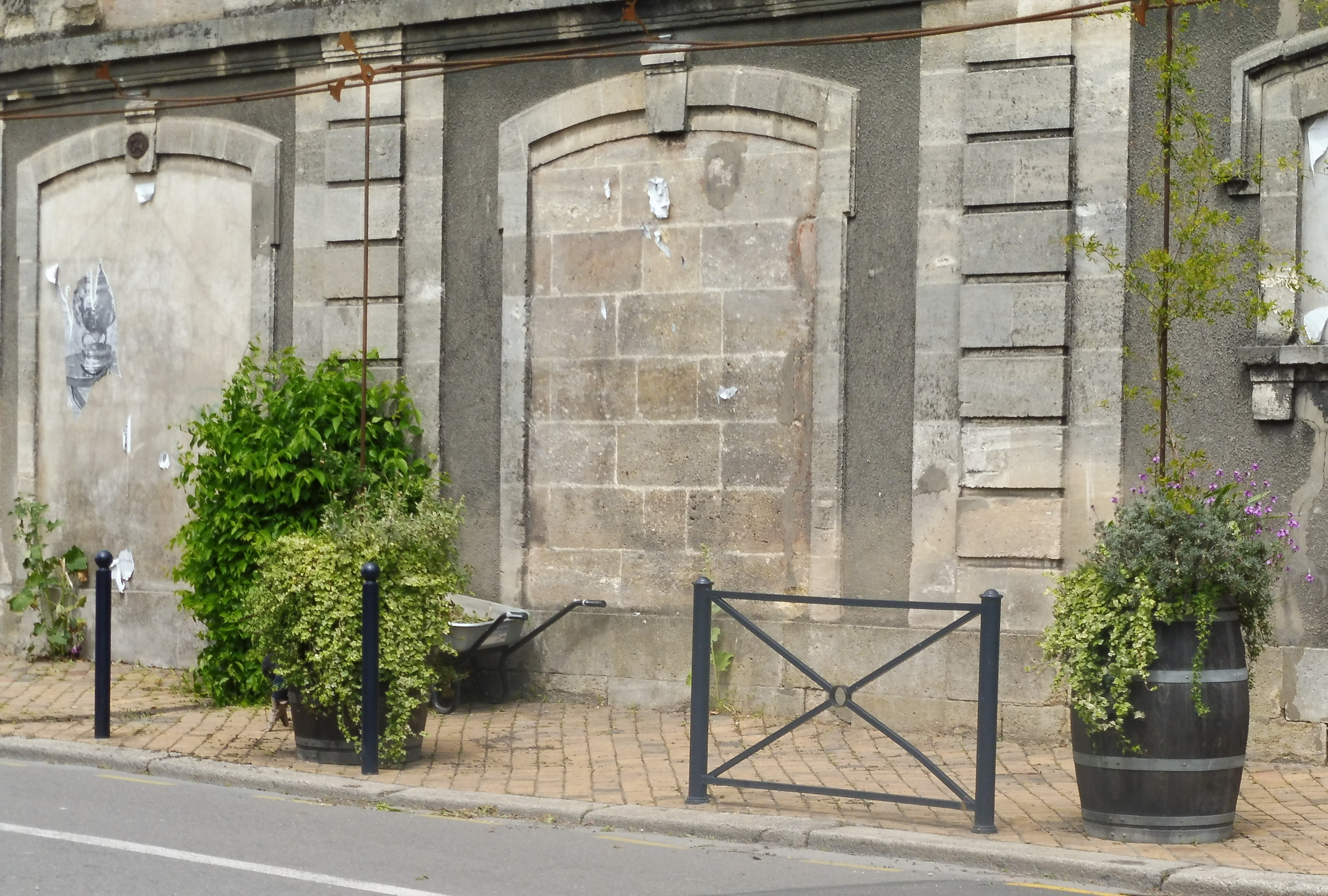
Trottoirs végétalisés rue de Son-Tay.
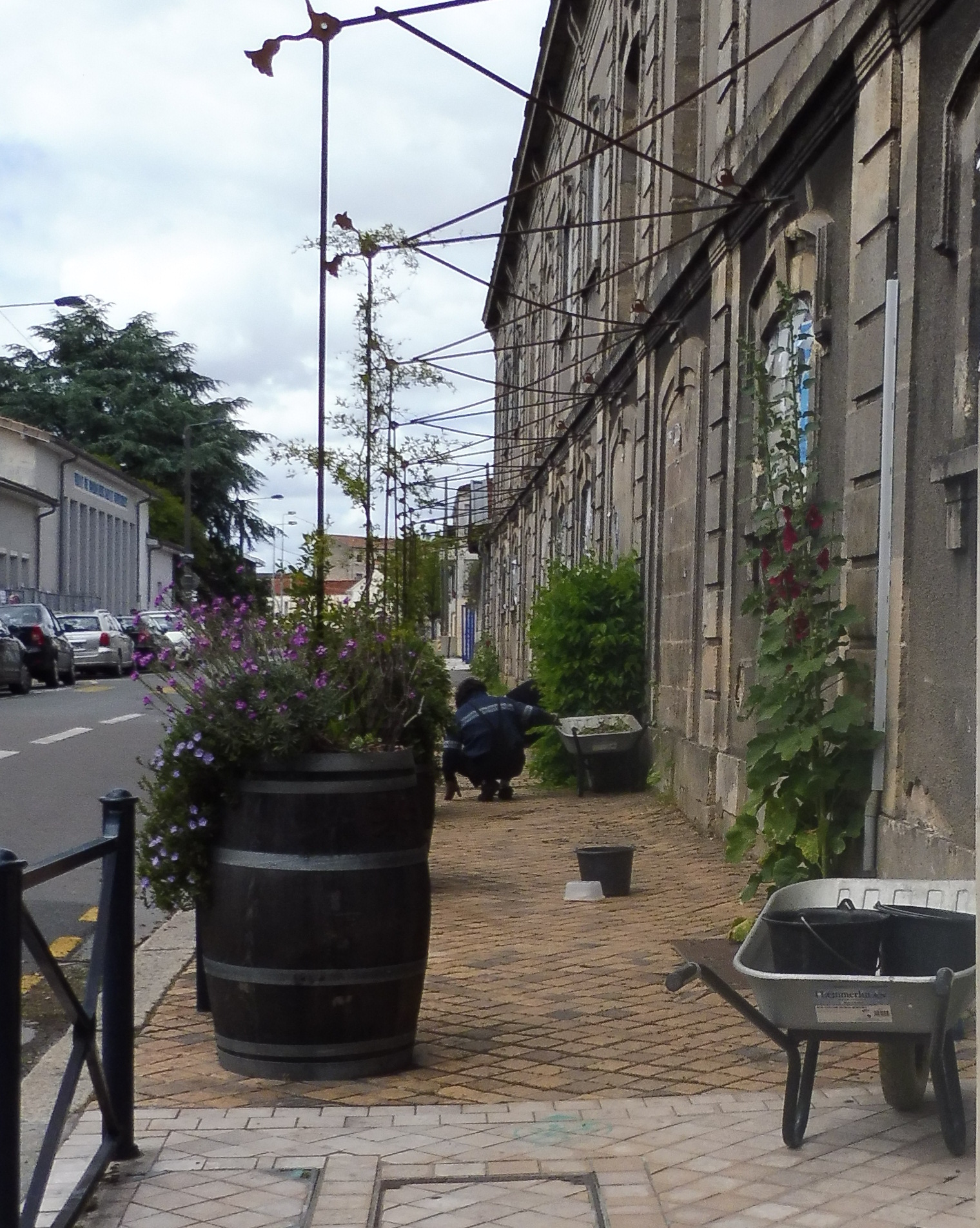
Trottoirs végétalisés rue de Son-Tay.
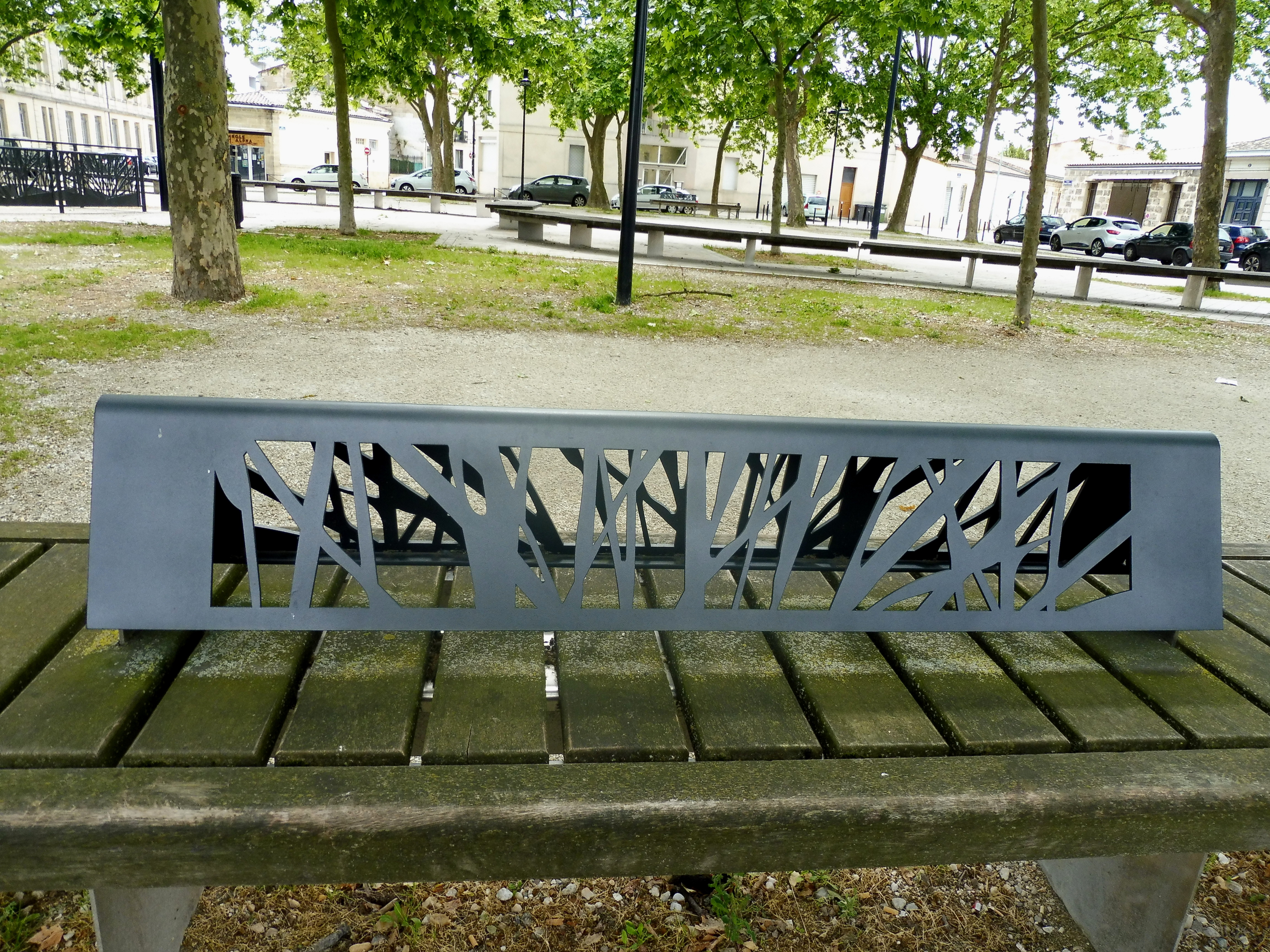
Place Ferdinand-Buisson, au centre du quartier.
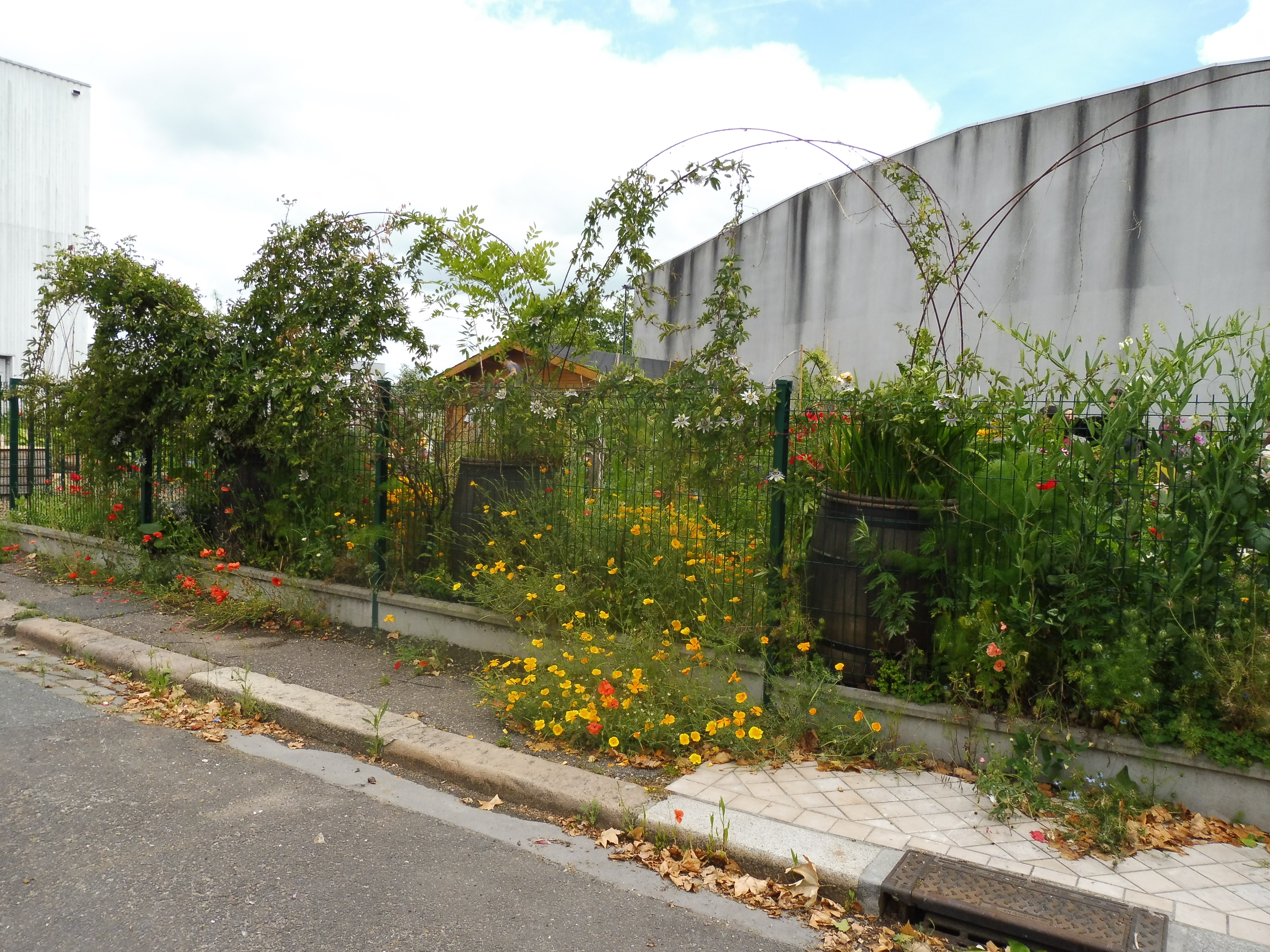
Jardins partagés de l'Atelier des Bains-douches.
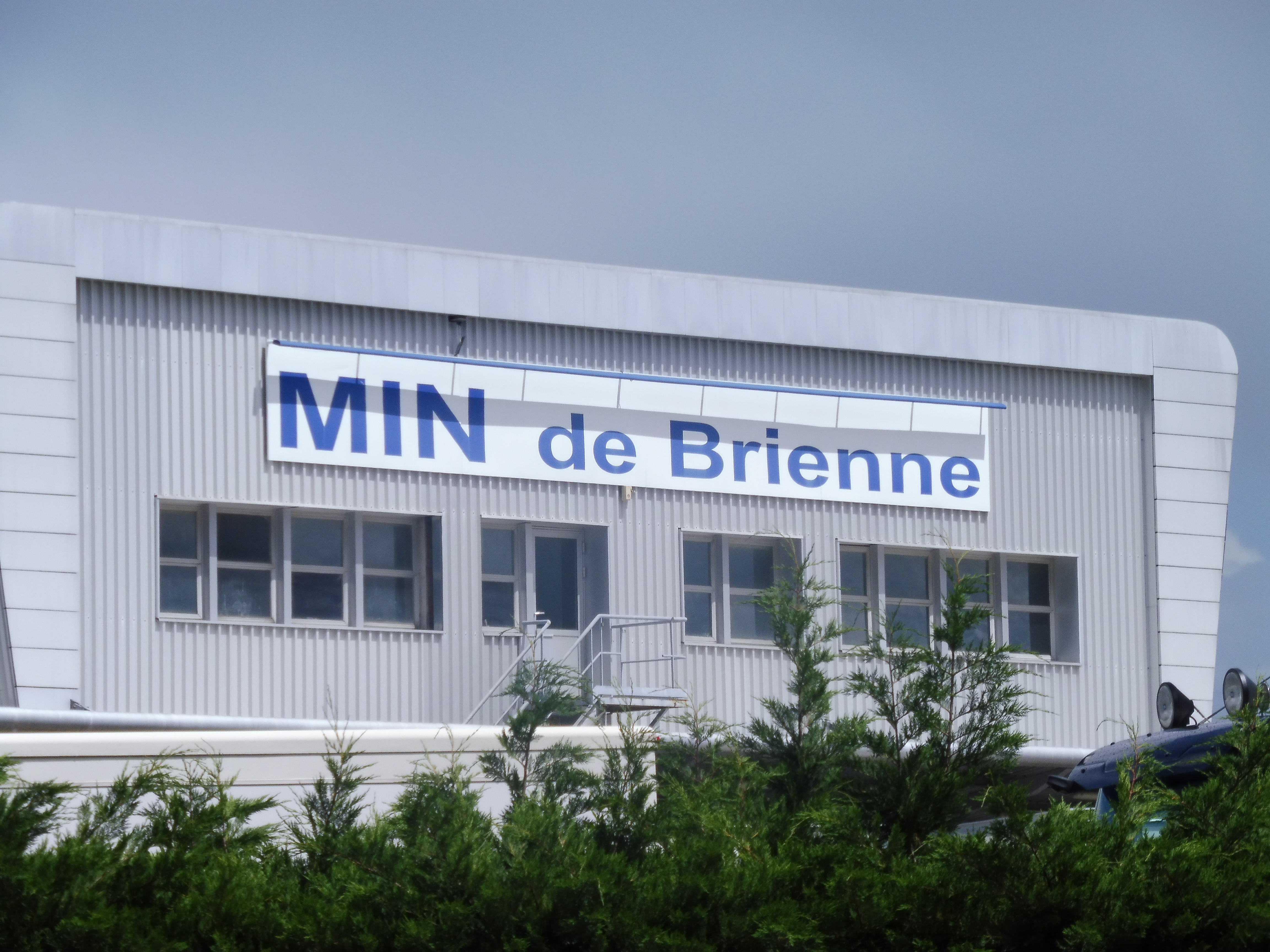
Marché de Brienne.
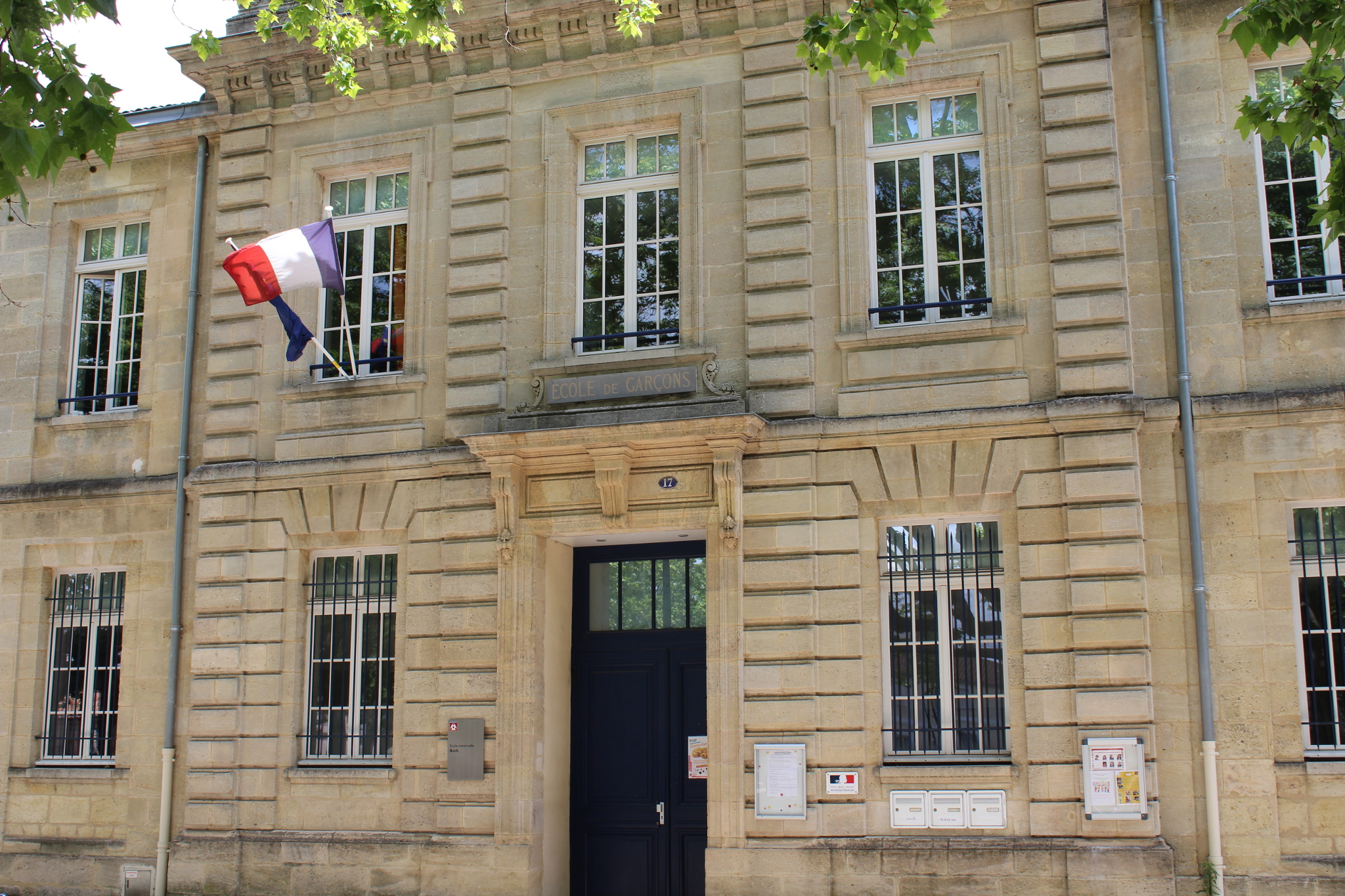
Immeuble de l'école élémentaire publique, ancienne école de garçons, sur la place Ferdinand Buisson.
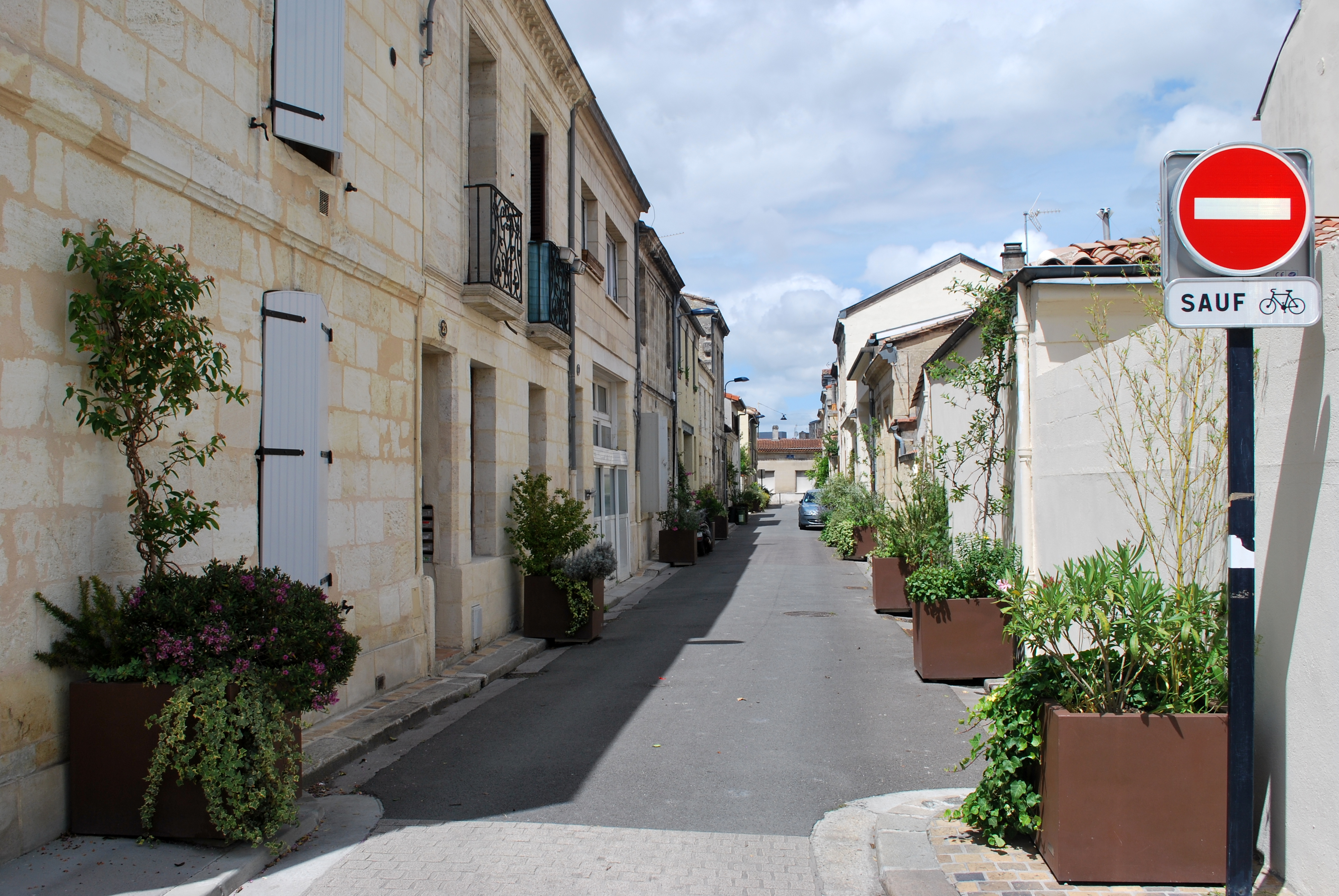
Rue de l'abbesse végétalisée et entretenue par ses habitants.
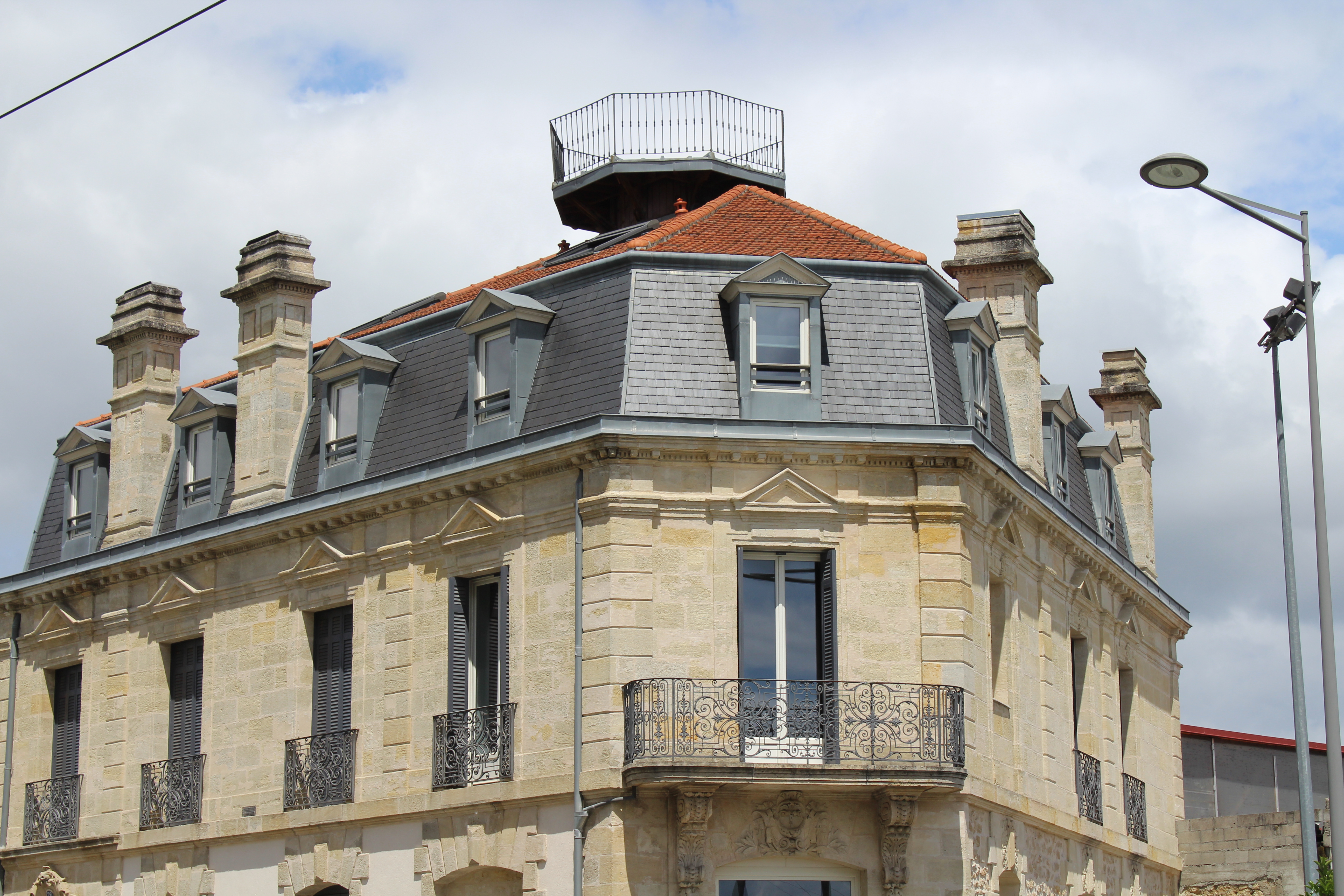
Immeuble au 26 rue Beck, ancien atelier de fabrication et logement patronal du XIXe siècle.
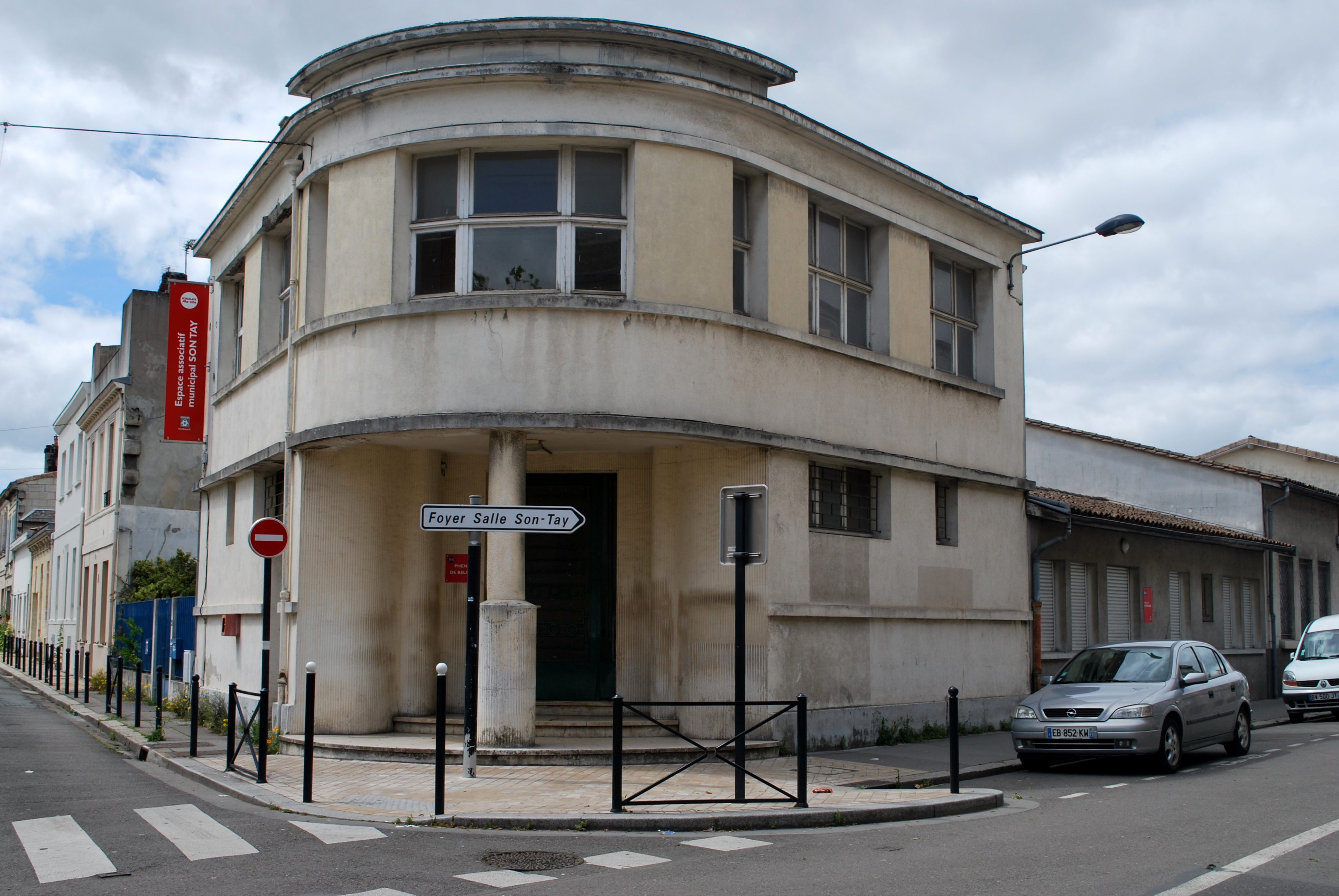
Anciens 'Bains-douches', maintenant Maison des Associations.
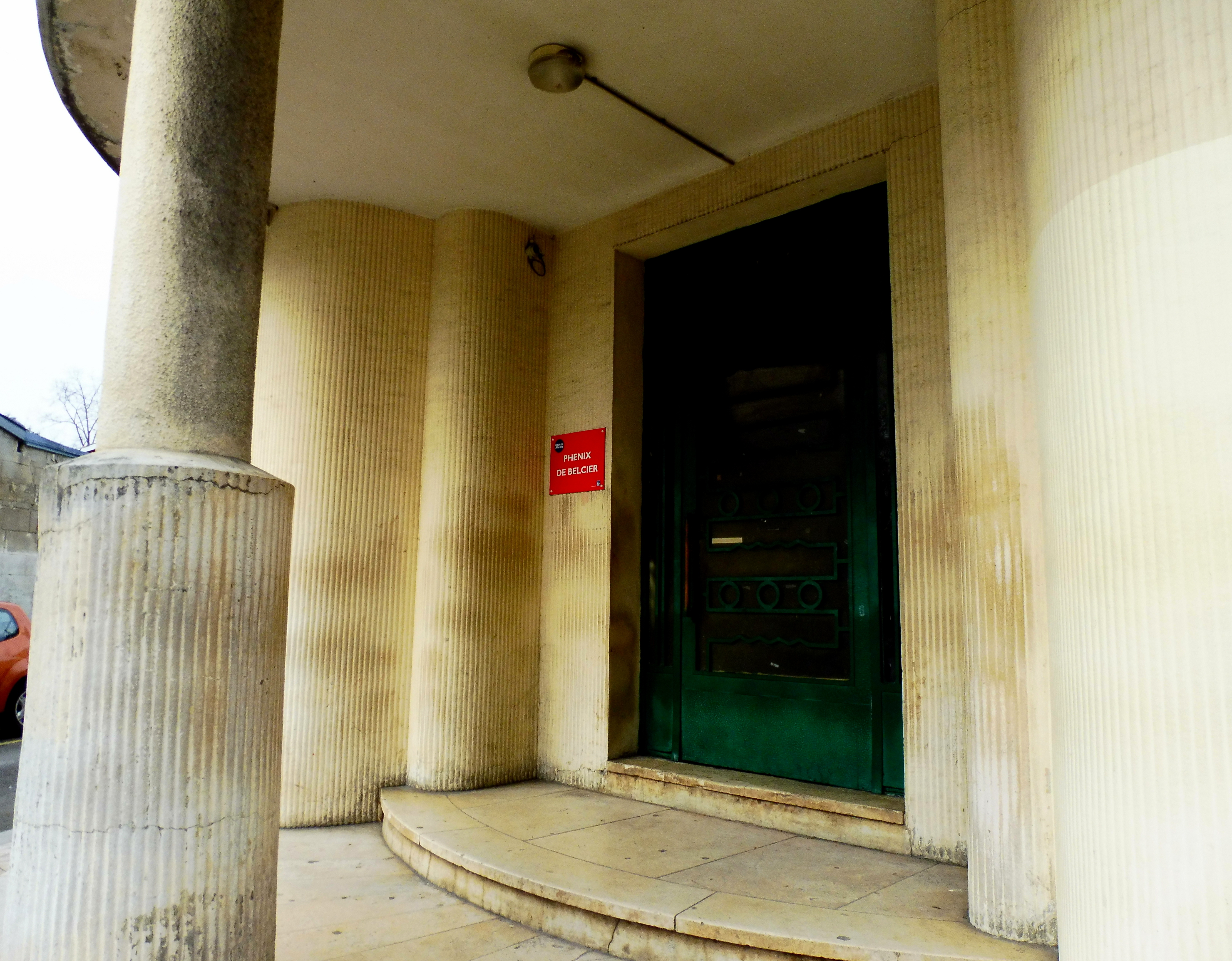
Entrée de la Maison des Associations (dont le Phénix de Belcier), dans les anciens bains-douches.